# Fraktal

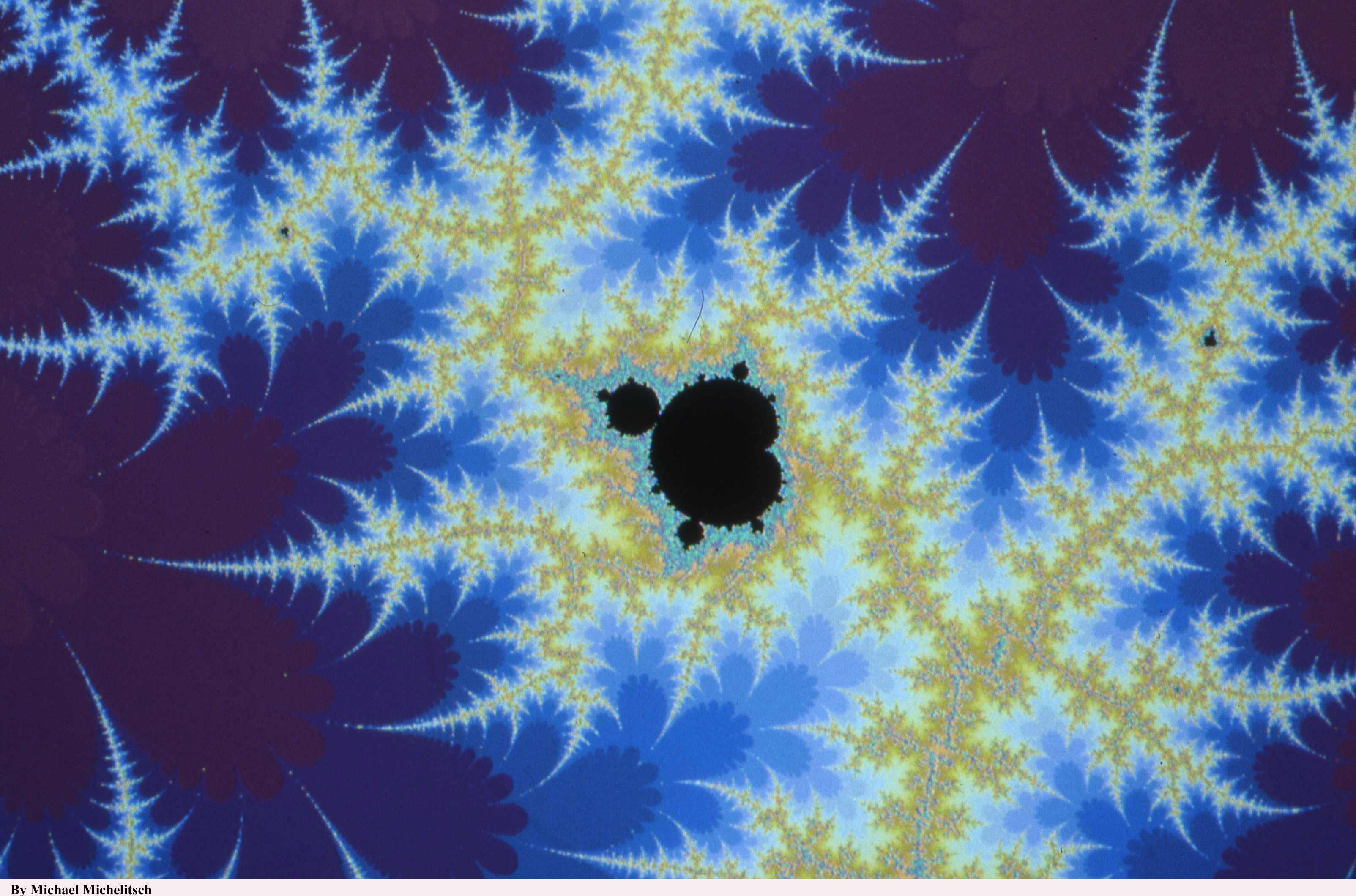
Fraktal

Fraktal (łac. fractus – złamany, cząstkowy, ułamkowy) w znaczeniu potocznym oznacza zwykle obiekt samopodobny (tzn. taki, którego części są podobne do całości) albo „nieskończenie złożony” (ukazujący coraz bardziej złożone detale w dowolnie wielkim powiększeniu). Ze względu na olbrzymią różnorodność przykładów matematycy obecnie unikają podawania ścisłej definicji i proponują określać fraktal jako zbiór, który posiada wszystkie poniższe charakterystyki albo przynajmniej ich większość:
- ma nietrywialną strukturę w każdej skali,
- struktura ta nie daje się łatwo opisać w języku tradycyjnej geometrii euklidesowej,
- jest samopodobny, jeśli nie w sensie dokładnym, to przybliżonym lub stochastycznym,
- jego wymiar Hausdorffa jest większy niż jego wymiar topologiczny,
- ma względnie prostą definicję rekurencyjną,
- ma naturalny („poszarpany”, „kłębiasty” itp.) wygląd.

Na przykład linia prosta na płaszczyźnie jest formalnie samopodobna, ale brak jej pozostałych cech i zwyczajowo nie uważa się jej za fraktal. Z drugiej strony, zbiór Mandelbrota ma wymiar Hausdorffa równy 2, taki sam jak jego wymiar topologiczny. Jednak pozostałe cechy wskazują, że jest to fraktal. Wiele fraktali ma niecałkowity wymiar Hausdorffa, co wyjaśnia etymologię tej nazwy.

## Historia
Pojęcie fraktala zostało wprowadzone do matematyki przez Benoît Mandelbrota w latach 70. XX wieku. Odkryty przez niego zbiór Mandelbrota nie był jednak pierwszym przykładem fraktala. Wcześniej istniała już cała gama zbiorów o niecałkowitym wymiarze Hausdorffa, postrzeganych jednak głównie jako kontrprzykłady pewnych twierdzeń. Bardziej systematycznie fraktalami zajmowała się geometryczna teoria miary, mająca swoje początki w pracach Constantina Carathéodory’ego i Felixa Hausdorffa.
Szczególnymi fraktalami – nie nazywając ich po imieniu – zajmowali się Georg Cantor, Giuseppe Peano, Wacław Sierpiński, Paul Lévy, a także Donald Knuth. Szczególny wkład w rozwój geometrycznej teorii miary wniósł Abraham Bezikowicz, który skonstruował również wiele konkretnych fraktali o paradoksalnych własnościach. Również zbiór Julii, ściśle związany ze zbiorem Mandelbrota, był badany w latach 20. zeszłego wieku. Mandelbrot, używając komputera do wizualizacji, uczynił z fraktali przedmiot intensywnych badań. O ważności tego zagadnienia zadecydowały zastosowania w różnych dziedzinach, zwłaszcza poza matematyką, np. obecnie prawie każdy telefon komórkowy korzysta z wbudowanej anteny fraktalnej. Liczne odpowiedniki fraktali istnieją też w naturze.

## Właściwości

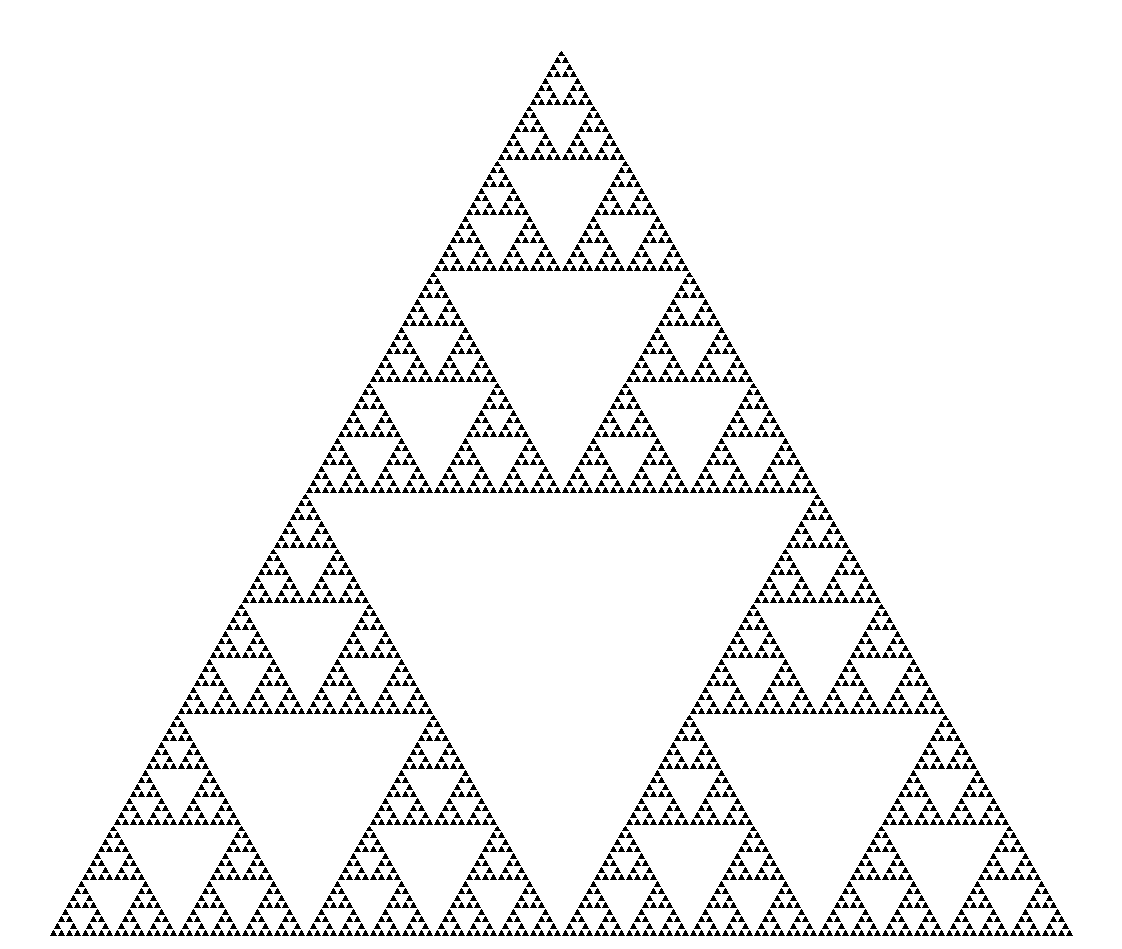
Przykład fraktala: trójkąt Sierpińskiego

Za jedną z cech charakterystycznych fraktala uważa się samopodobieństwo, to znaczy podobieństwo całości do jego części. Co więcej, zbiory fraktalne mogą być samoafiniczne, tj. część zbioru może być obrazem całości przez pewne przekształcenie afiniczne. Dla figur samopodobnych można określić wielkość zwaną wymiarem samopodobieństwa lub wymiarem pudełkowym. Są to wielkości będące uogólnieniem klasycznych definicji wymiaru.
Wiadomo, że stosunek pól płaskich (wymiaru 2) figur podobnych równa się kwadratowi skali ich podobieństwa. Na przykład figura podobna do innej w skali 3 ma dziewięć razy większe pole od tamtej ({\displaystyle 9=3^{2}} albo {\displaystyle 2=\log _{3}9}). W przestrzeni stosunek objętości brył (trójwymiarowych) podobnych jest sześcianem skali ich podobieństwa; bryła podobna do innej w skali 2 ma osiem razy większą objętość od tamtej ({\displaystyle 8=2^{3}} albo {\displaystyle 3=\log _{2}8}). Wymiar samopodobieństwa figury daje się zatem określić jako logarytm o podstawie równej skali podobieństwa i liczbie logarytmowej wskazującej, ile razy większa od figury wyjściowej (jaką częścią figury wyjściowej) jest figura podobna do niej w tej skali. Dla fraktali liczba ta może nie być całkowita.
Na przykład zbiór Cantora jest podobny do swoich dwu części w skali 3; wymiar Hausdorffa zbioru Cantora wynosi {\displaystyle d=\log 2/\log 3=0{,}630929754\dots } Analogicznie trójkąt Sierpińskiego jest podobny do swoich trzech części w skali 2, a jego wymiar Hausdorffa jest równy {\displaystyle d=\log 3/\log 2=1{,}584962501\dots } Dywan Sierpińskiego jest podobny do swoich ośmiu części w skali 3, zatem jego wymiar Hausdorffa to {\displaystyle d=\log 8/\log 3=1{,}892789261\dots }
Ogólniej, jeżeli fraktal składa się z {\displaystyle N} części, które łączą się między sobą na obszarze miary Lebesgue’a zero i są podobne w skali {\displaystyle r} do całego fraktala, to wymiar Hausdorffa fraktala będzie równy {\displaystyle \log N/\log r.} Jeszcze ogólniej, jeśli założymy, że każda część jest podobna do całości w innej skali {\displaystyle r_{i},\;i=1,2,\dots ,N,} to wymiar Hausdorffa jest rozwiązaniem poniższego równania z niewiadomą {\displaystyle s}
{\displaystyle \sum _{i=1}^{N}r_{i}^{s}=1.}
Niektóre fraktale są zbiorami o mierze Lebesgue’a równej zero. Dotyczy to fraktali klasycznych, np. trójkąt Sierpińskiego i zbiór Cantora mają miarę Lebesgue’a równą zero. Ogólnie każdy fraktal, dla którego wymiar Hausdorffa jest ostro większy od wymiaru topologicznego, będzie mieć tę własność. Z kolei zbiór Mandelbrota i niektóre zbiory Julii mają dodatnie miary Lebesgue’a (na przykład miara Lebesgue’a zbioru Mandelbrota wynosi ok. 1,5).

## Generowanie fraktali

### Atraktory IFS
Najprostszą metodą tworzenia fraktali jest wykorzystanie zbioru przekształceń afinicznych {\displaystyle \left\{\mathbf {F} _{i}\right\}_{i=1}^{n}} będących przekształceniami zwężającymi (kontrakcjami). Transformując dowolny, niepusty zbiór {\displaystyle S} zgodnie z regułą (tworząc ciąg zbiorów):
{\displaystyle S_{0}=S,}
{\displaystyle S_{k}=\bigcup _{i=1}^{n}\mathbf {F} _{i}(S_{k-1}).}
W granicy otrzymujemy:
{\displaystyle S_{\infty }=\lim _{k\to \infty }S_{k},}
atraktor układu, który w szczególności może być fraktalem. Zbiór {\displaystyle \left\{\mathbf {F} _{i}\right\}_{i=1}^{n}} nazywamy w tym przypadku systemem przekształceń iterowanych (IFS), zaś otrzymany w powyższej granicy fraktal jest atraktorem tego systemu. Jego istnienie wynika z twierdzenia Banacha o punkcie stałym odwzorowania zwężającego. W ten sposób można wygenerować m.in. następujące fraktale: zbiór Cantora, krzywa Kocha, smok Heighwaya, trójkąt Sierpińskiego, kostka Mengera i paproć Barnsleya.
W praktyce aby wygenerować fraktal stosuje się algorytm iteracji losowej zwany grą w chaos. Polega on na tym, że wybieramy dowolny punkt {\displaystyle x} i transformujemy go wiele razy, za każdym razem losując odpowiednio przekształcenie {\displaystyle F_{i}{:}}
{\displaystyle x_{0}=x;\;x_{n+1}=F_{i}(x_{n}).}
Procedurę tę powtarzamy np. kilka tysięcy razy. W szczególnych przypadkach dla efektu wizualnego może być istotny sposób losowania przekształceń. Np. dla paproci Barnsleya przekształcenia {\displaystyle F_{i},\;i=1,\dots ,4} (zob. definicję) losuje się z częstościami 85%, 7%, 7%, 1% odpowiednio.

### Zbiory Julii i Mandelbrota
Zbiory takie jak zbiór Mandelbrota, zbiór Julii czy „płonący statek” są podzbiorami płaszczyzny zespolonej. Dla każdego punktu {\displaystyle p} określa się pewien ciąg {\displaystyle z_{n}(p).} Od zbieżności tego ciągu zależy, czy punkt należy do zbioru (fraktala). Ciąg określa się wzorem rekurencyjnym:
{\displaystyle z_{0}(p)=f(p),}
{\displaystyle z_{n+1}(p)=g(z_{n}).}
Od postaci funkcji {\displaystyle f} i {\displaystyle g} zależy rodzaj fraktala.
Za punkty należące do danego zbioru uznaje się te, dla których:
{\displaystyle \lim _{n\to \infty }z_{n}\neq \infty .}
Przykłady
- zbiór Mandelbrota: {\displaystyle f(p)=0,\quad z_{n+1}=z_{n}^{2}+p,}
- zbiór Julii zależy dodatkowo od ustalonego parametru {\displaystyle c} (dla każdego {\displaystyle c} otrzymujemy inny zbiór): {\displaystyle f(p)=p,\quad z_{n+1}=z_{n}^{2}+c,}
- „płonący statek”: {\displaystyle f(p)=0,\quad z_{n+1}=(|\Re \{z_{n}\}|+i|\Im \{z_{n}\}|)^{2}+p.}

W praktyce liczenie ogranicza się do kilkudziesięciu iteracji lub do momentu, gdy {\displaystyle |z_{n}|>2.} Uzyskiwane kolory w obrazach fraktali (zwłaszcza zbiorów Julii) realizuje się np. zliczając, jak szybko poszczególne punkty rozbiegają się do nieskończoności i przydzielając im w zależności od tego różne barwy.

## W przyrodzie

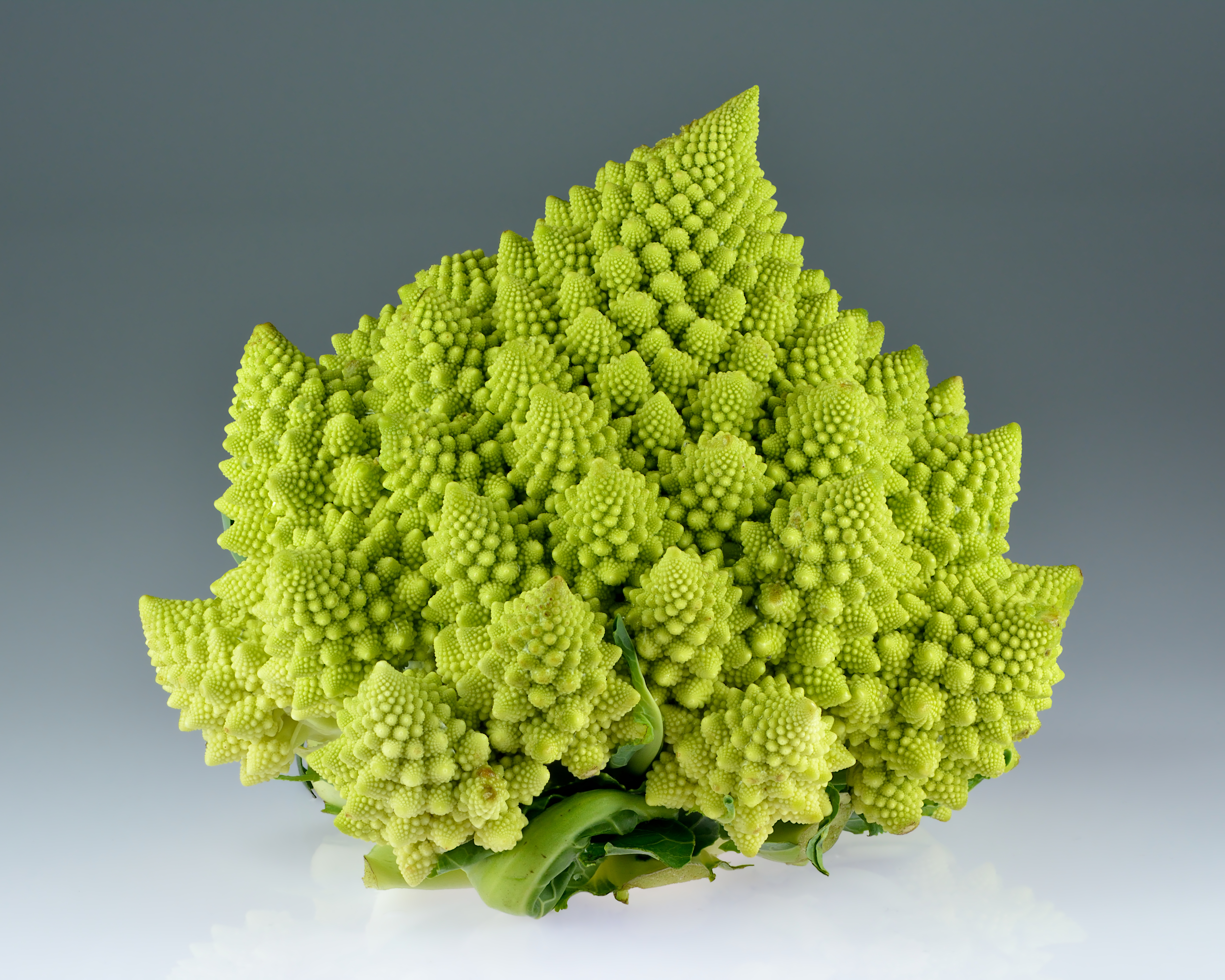
Kalafior rzymski (romanesco) jest przykładem występowania fraktali w przyrodzie

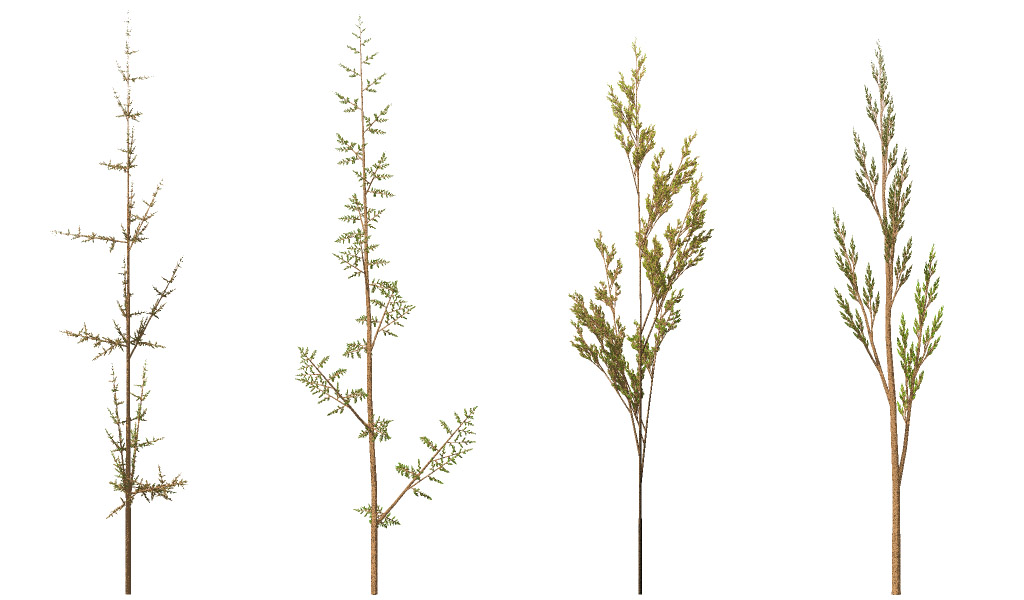
Fraktalna budowa zbóż

Struktury o budowie fraktalnej są powszechnie spotykane w przyrodzie. Przykładem mogą być krystaliczne dendryty (np. płatki śniegu), system naczyń krwionośnych, systemy wodne rzek, błyskawice lub kwiaty kalafiora.

## Przykłady

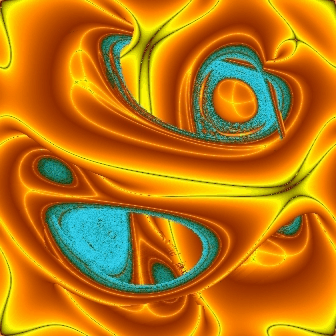
Fraktal Lyapunova

„Klasycznymi fraktalami”, badanymi (czasem długo) przed powstaniem samego pojęcia fraktala, są m.in.:
- zbiór Cantora i związane z nim „diabelskie schody”,
- krzywe: funkcja Weierstrassa, krzywa Kocha, krzywa Peana i krzywa Lévy’ego,
- trójkąt Sierpińskiego, dywan Sierpińskiego, w oryginale opisane przez autora jako krzywe na płaszczyźnie, fakt „niewidoczny” we współczesnych konstrukcjach. Uogólnienie „trójwymiarowe” dywanu to kostka Mengera,
- smok Heighwaya,
- zbiór Julii.

Inne ważne przykłady:
- fraktale otrzymywane w schemacie IFS (iterated function system), zob. niżej,
- bifurkacje Feigenbauma,
- dziwne atraktory w układach dynamicznych,
- fraktale Liapunowa,
- zbiór Mandelbrota.

### Fraktale w matematyce

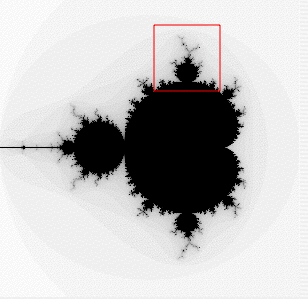
Zbiór Mandelbrota
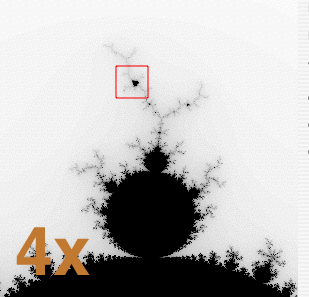
Zbiór Mandelbrota – powiększony fragment
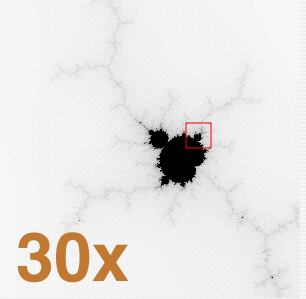
Zbiór Mandelbrota – kolejne powiększenie
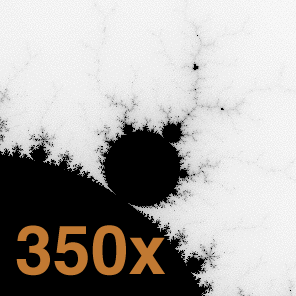
Zbiór Mandelbrota – kolejne powiększenie
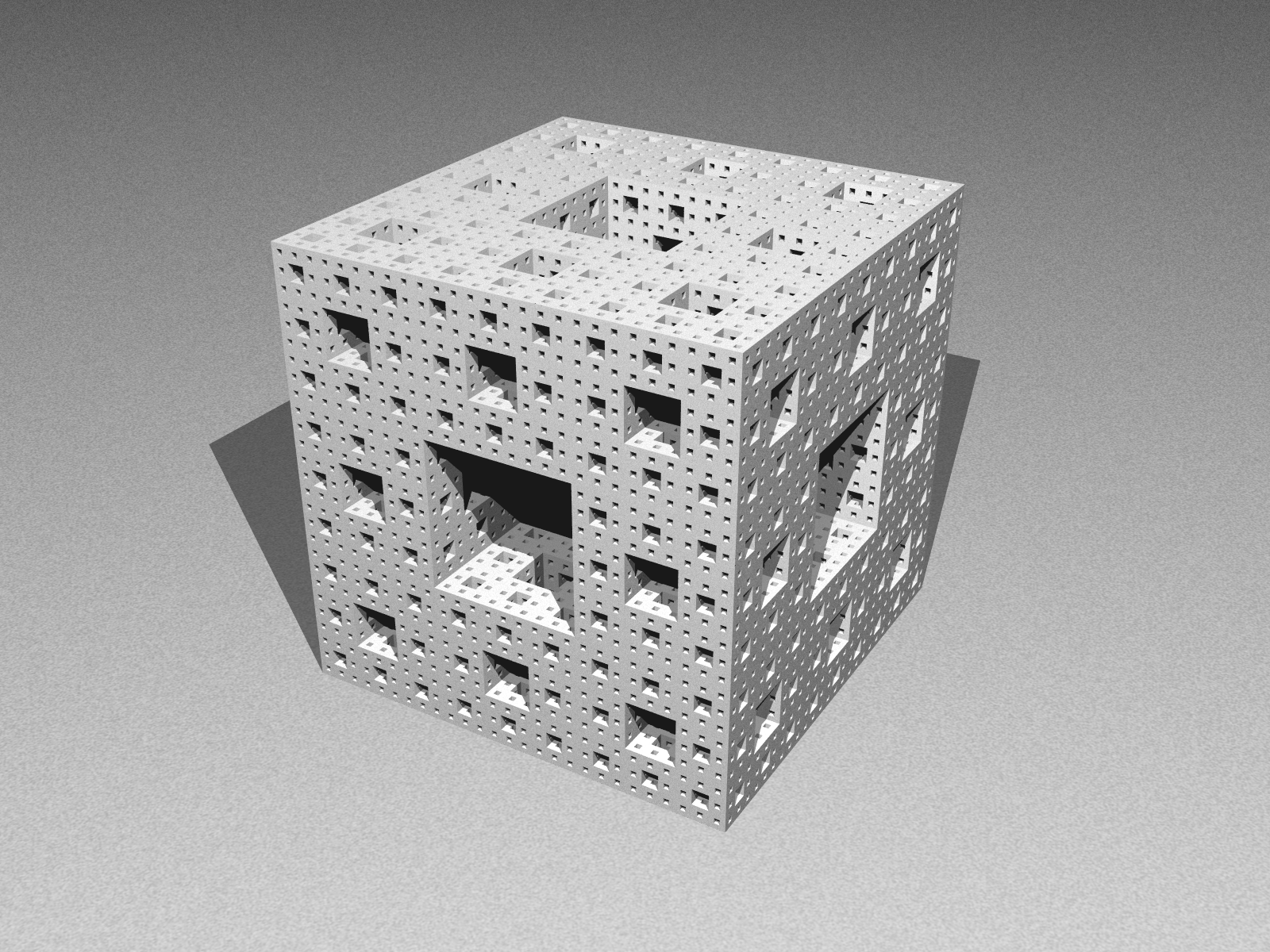
Kostka Mengera (IFS)
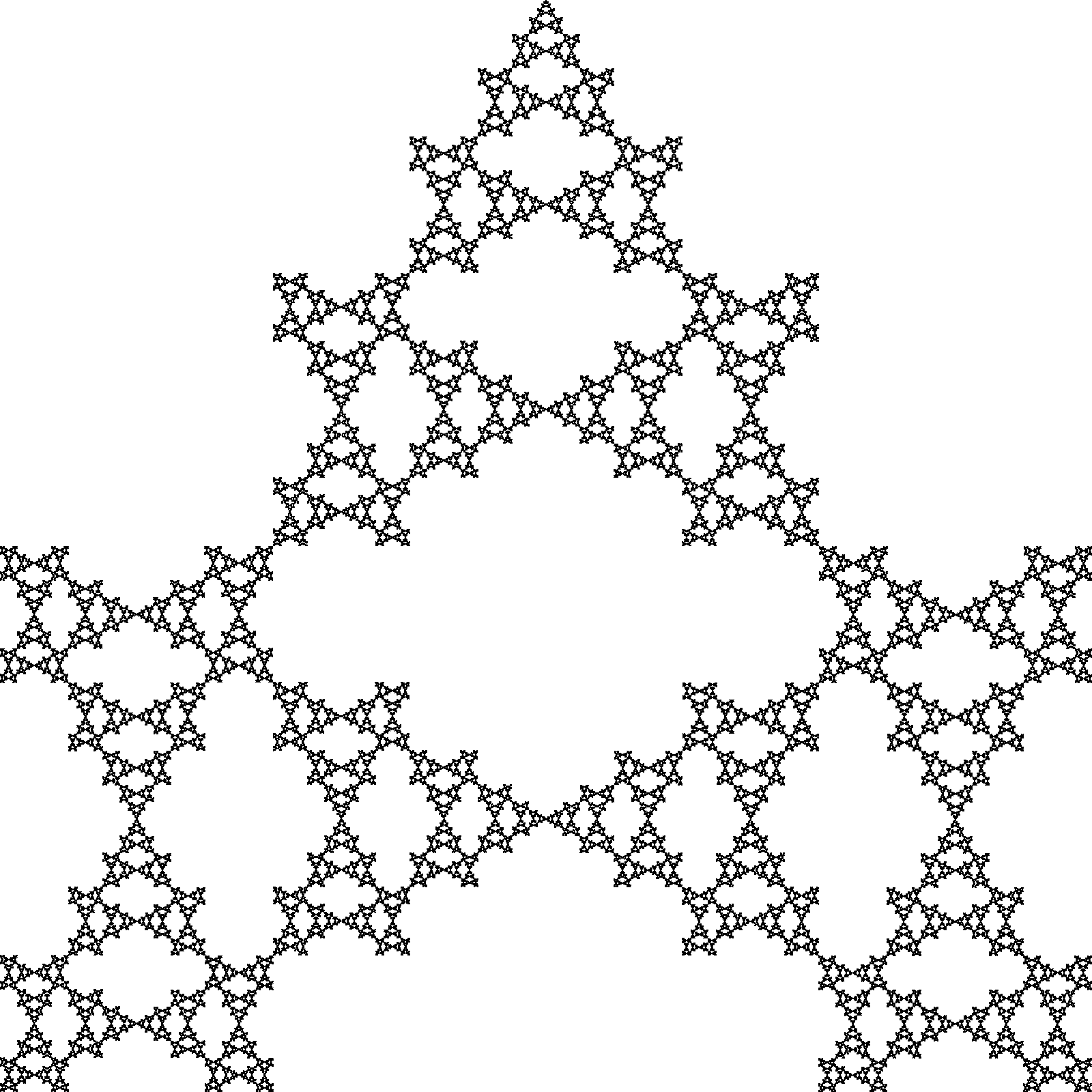
Atraktor IFS
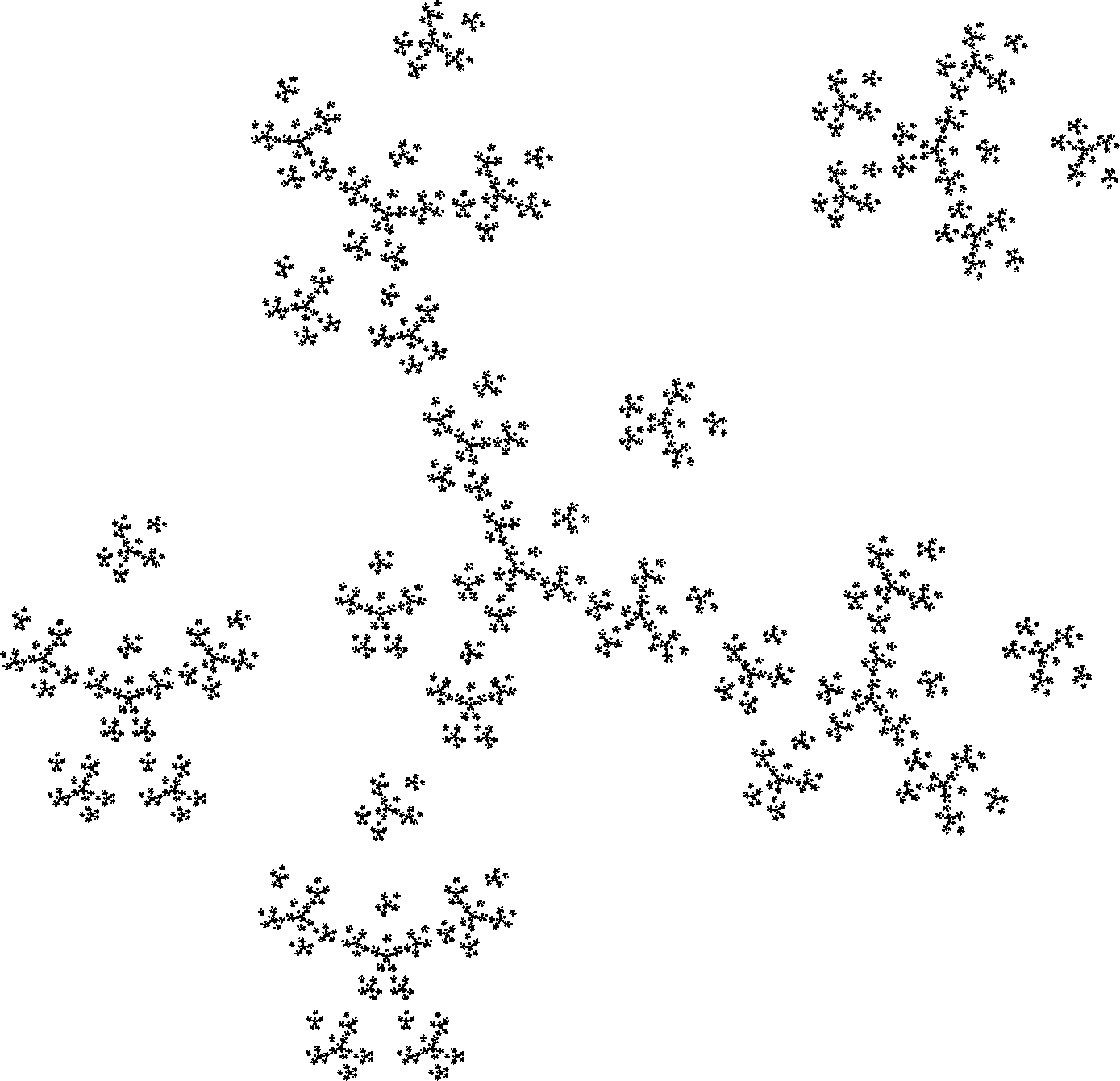
Atraktor IFS
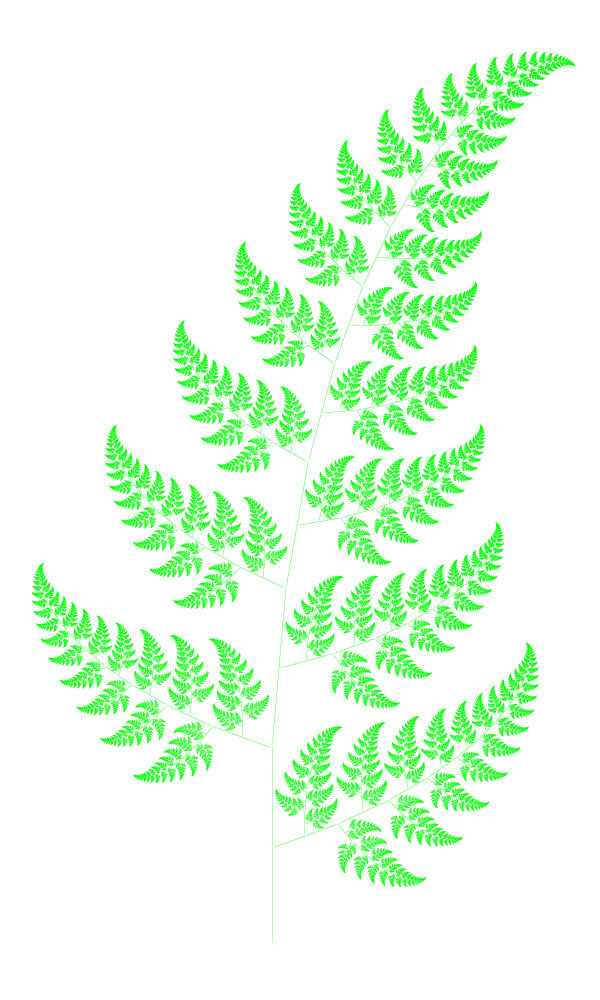
Paproć Barnsleya (Atraktor IFS)
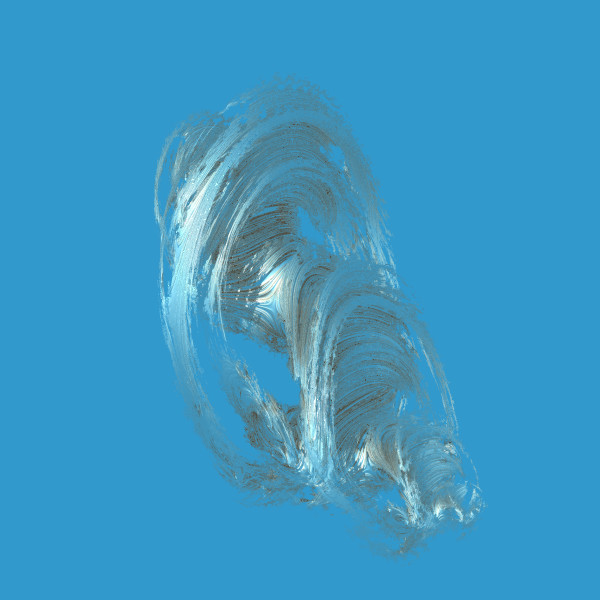
Zbiór Julii w przestrzeni kwaternionów
Zbiór Julii
Siódma iteracja krzywej Kocha
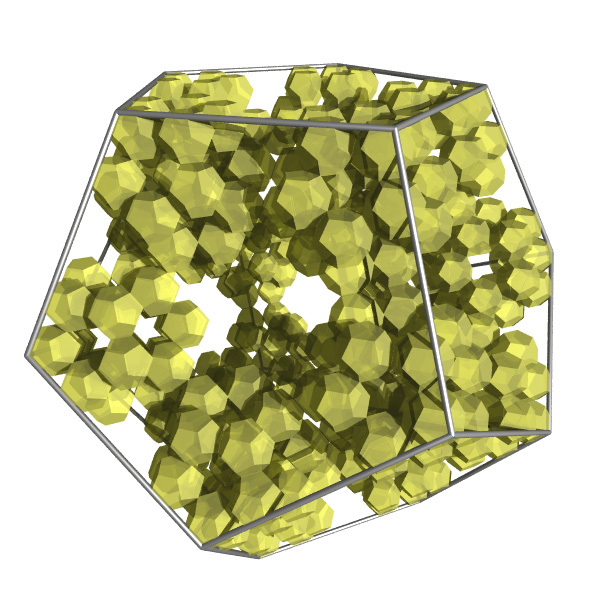
Fraktal w przestrzeni trójwymiarowej
Etapy konstrukcji zbioru Cantora
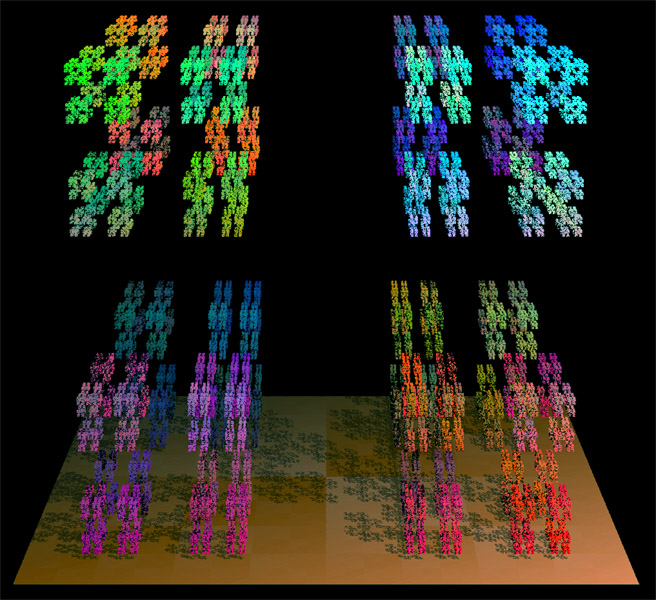
Kostka Cantora
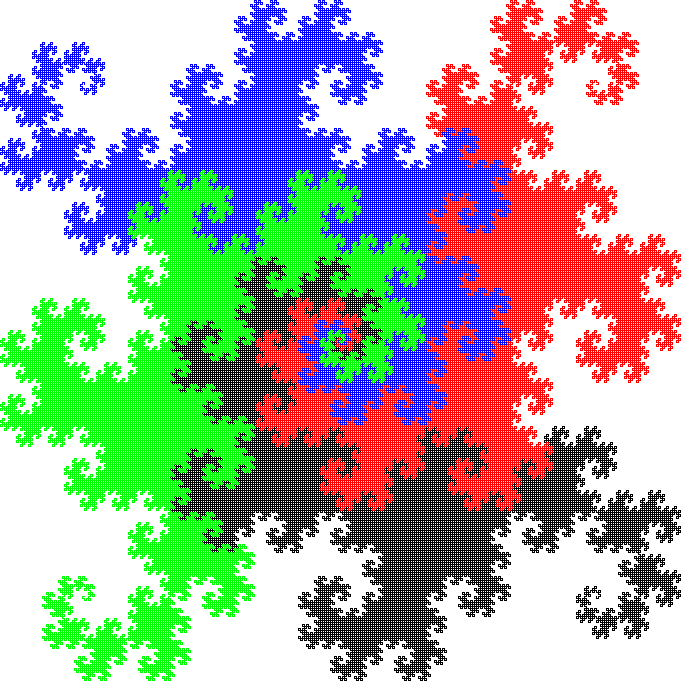
Krzywe smocze mogą wypełnić płaszczyznę
Krzywa C Lévy’ego
4 etap konstrukcji krzywej Sierpińskiego

### Fraktale w grafice komputerowej
Istnieje wiele programów przeznaczonych do tworzenia obrazów fraktalnych, np. Fractint, Ultra Fractal, XenoDream, Tierazon, FractalExplorer, Apophysis, Sterling, QuaSZ, XaoS i Gimp.

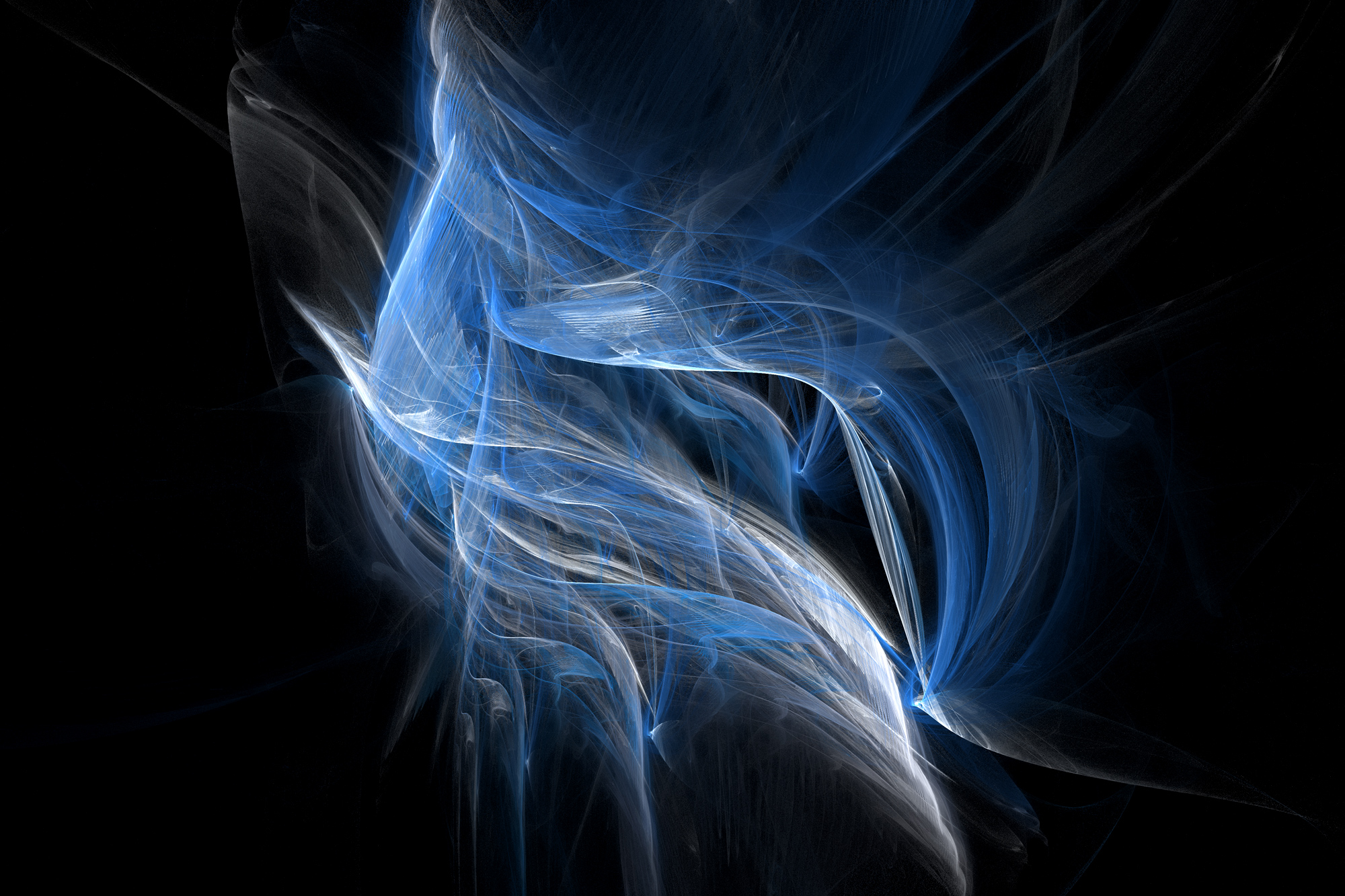
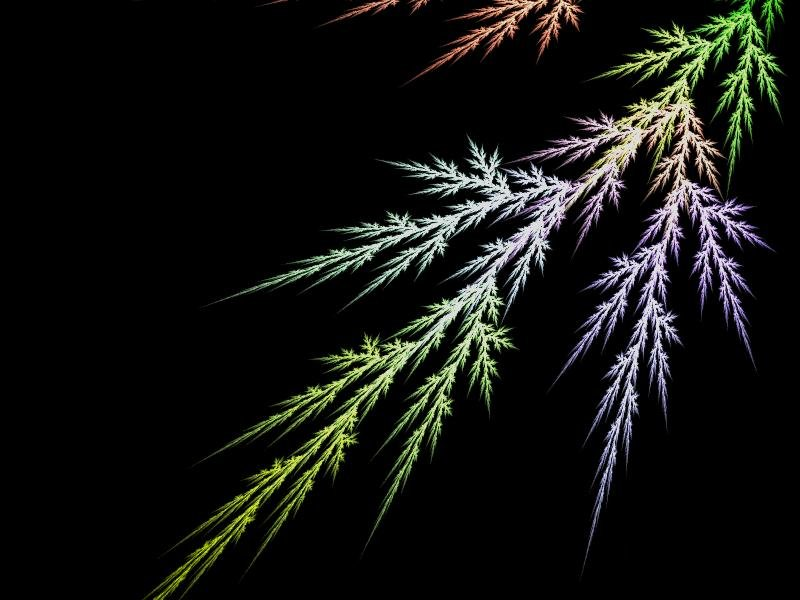
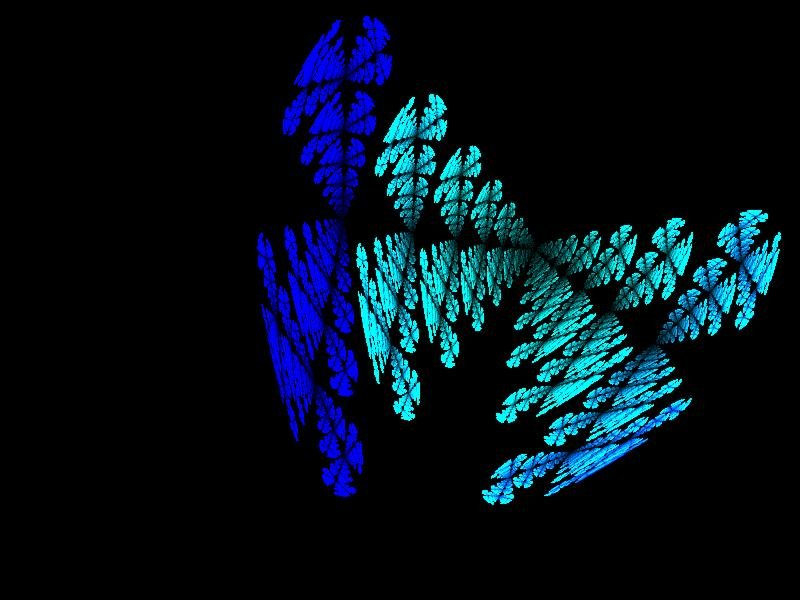
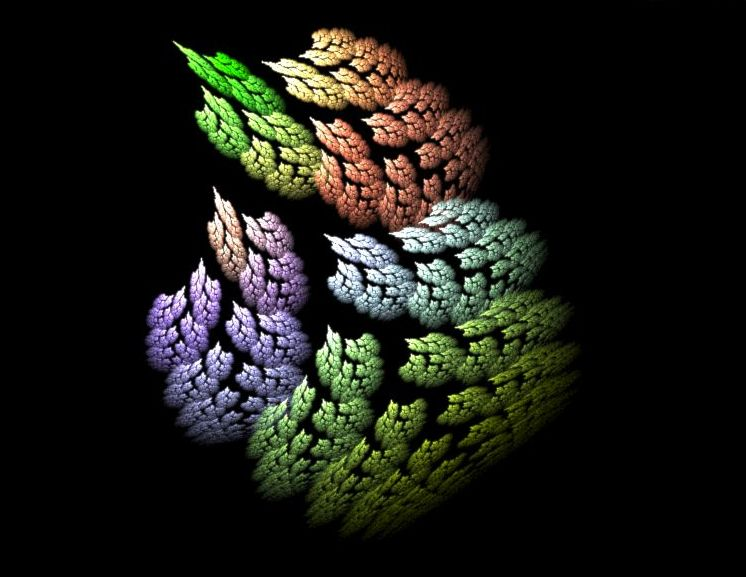
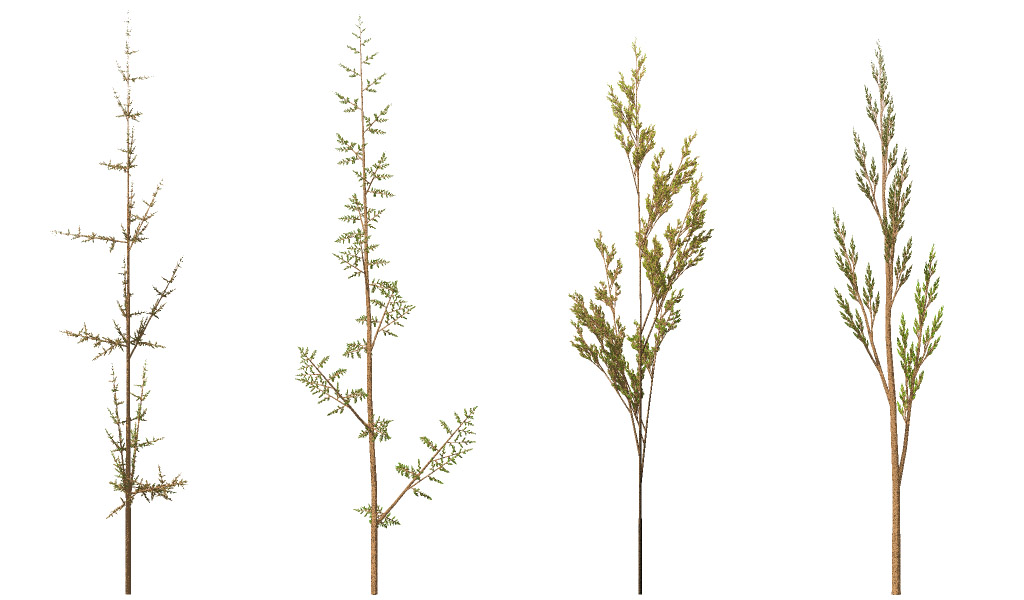
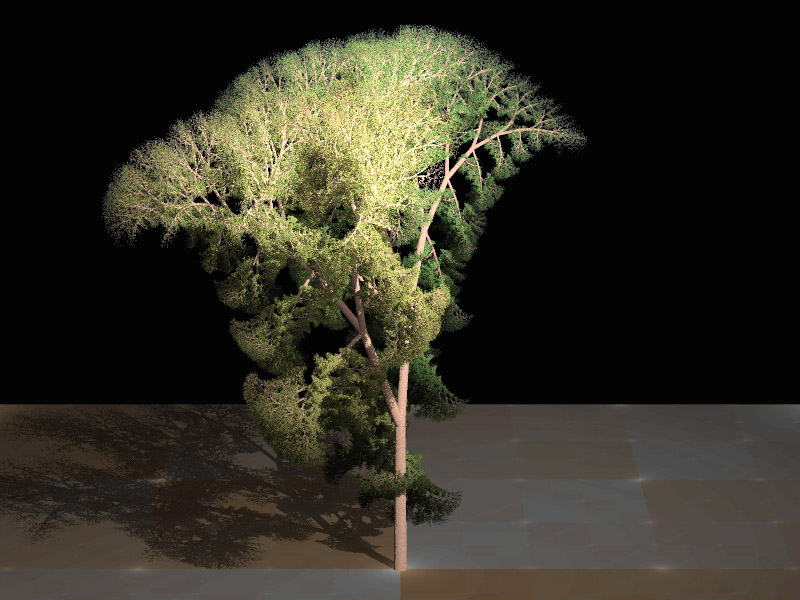
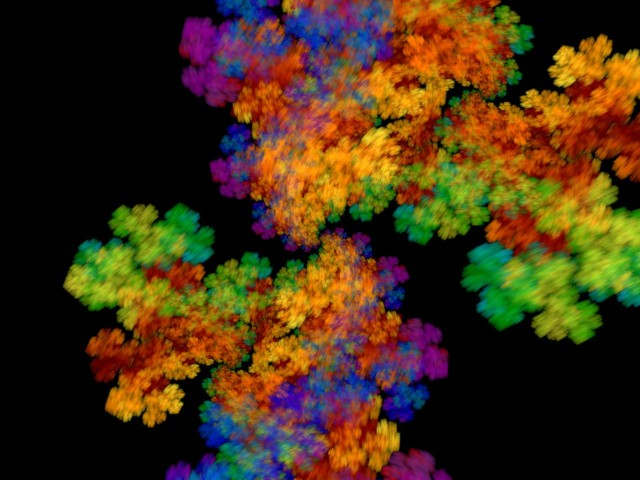
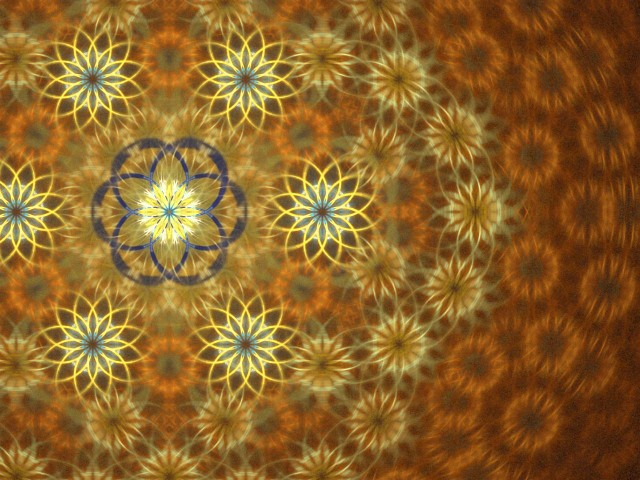
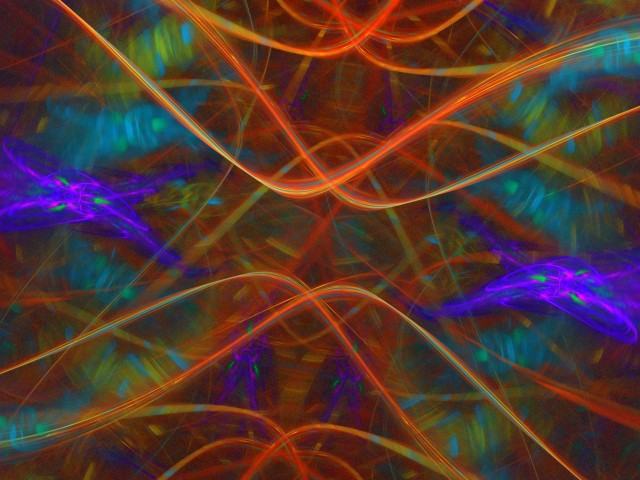
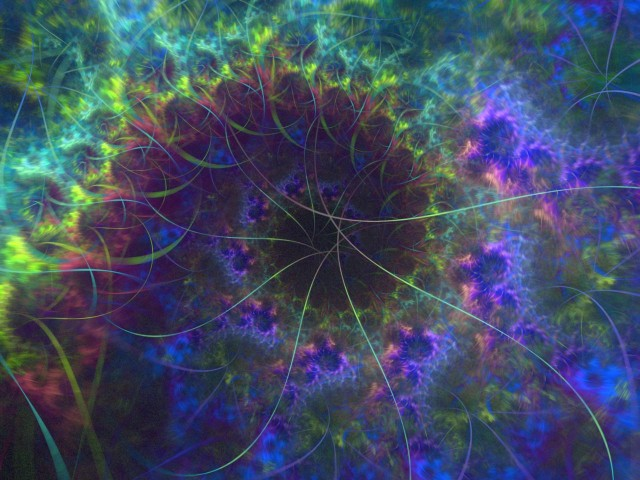
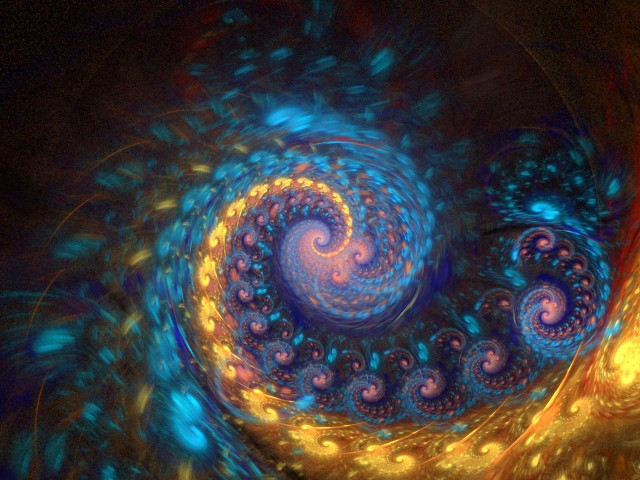
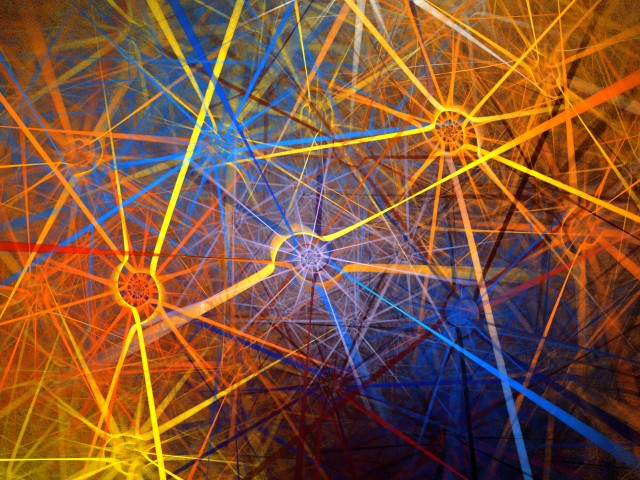
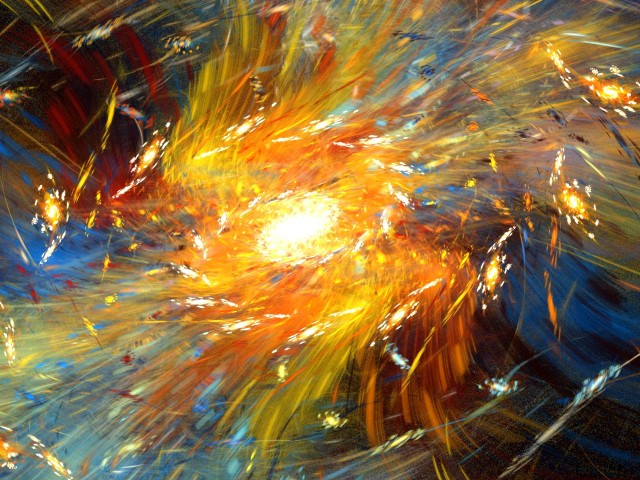
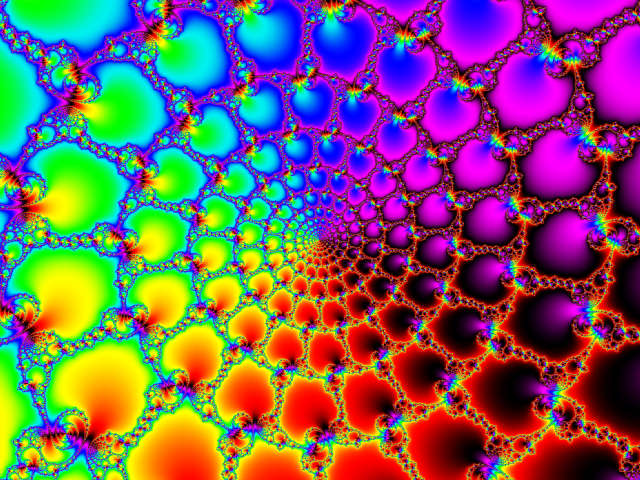
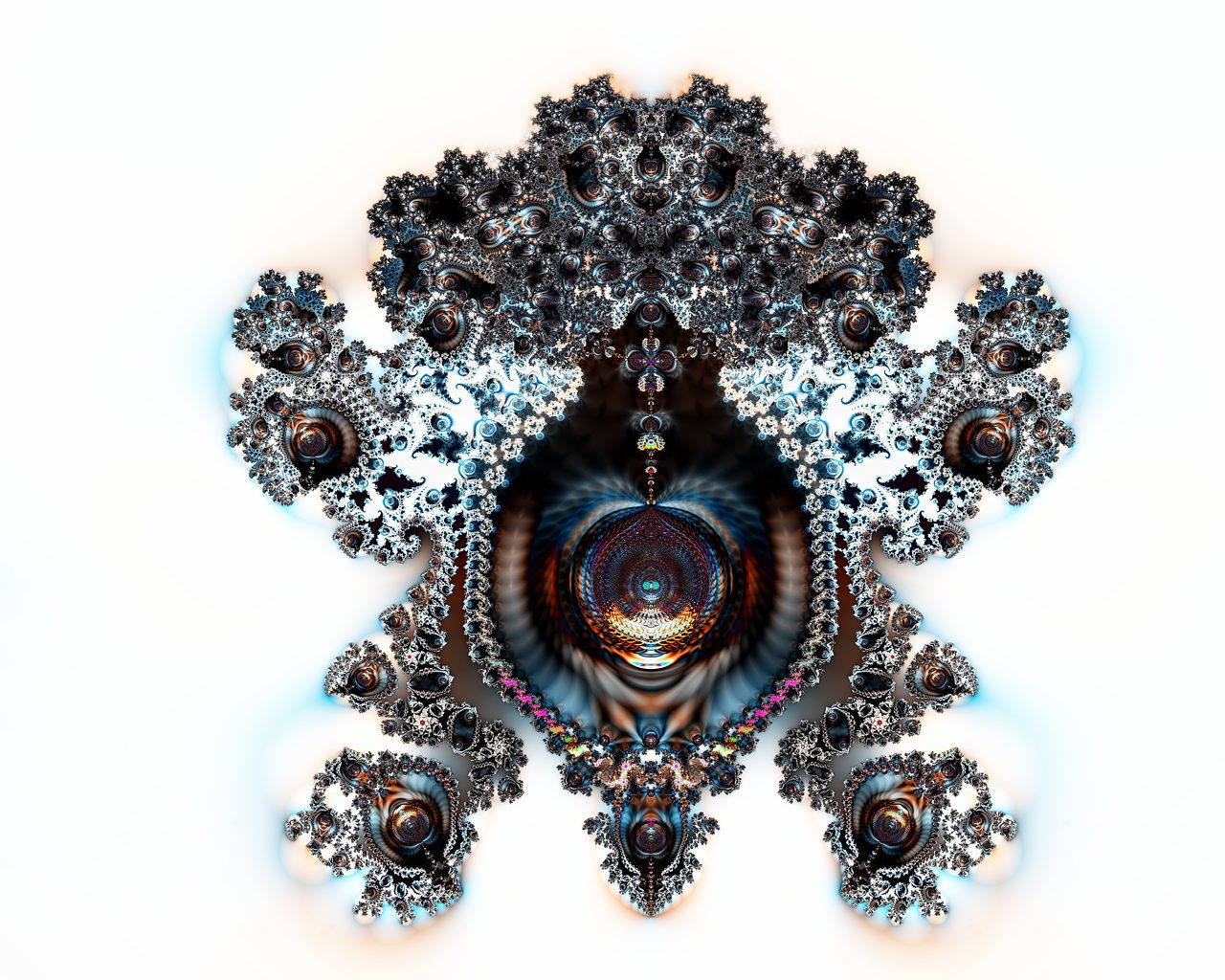
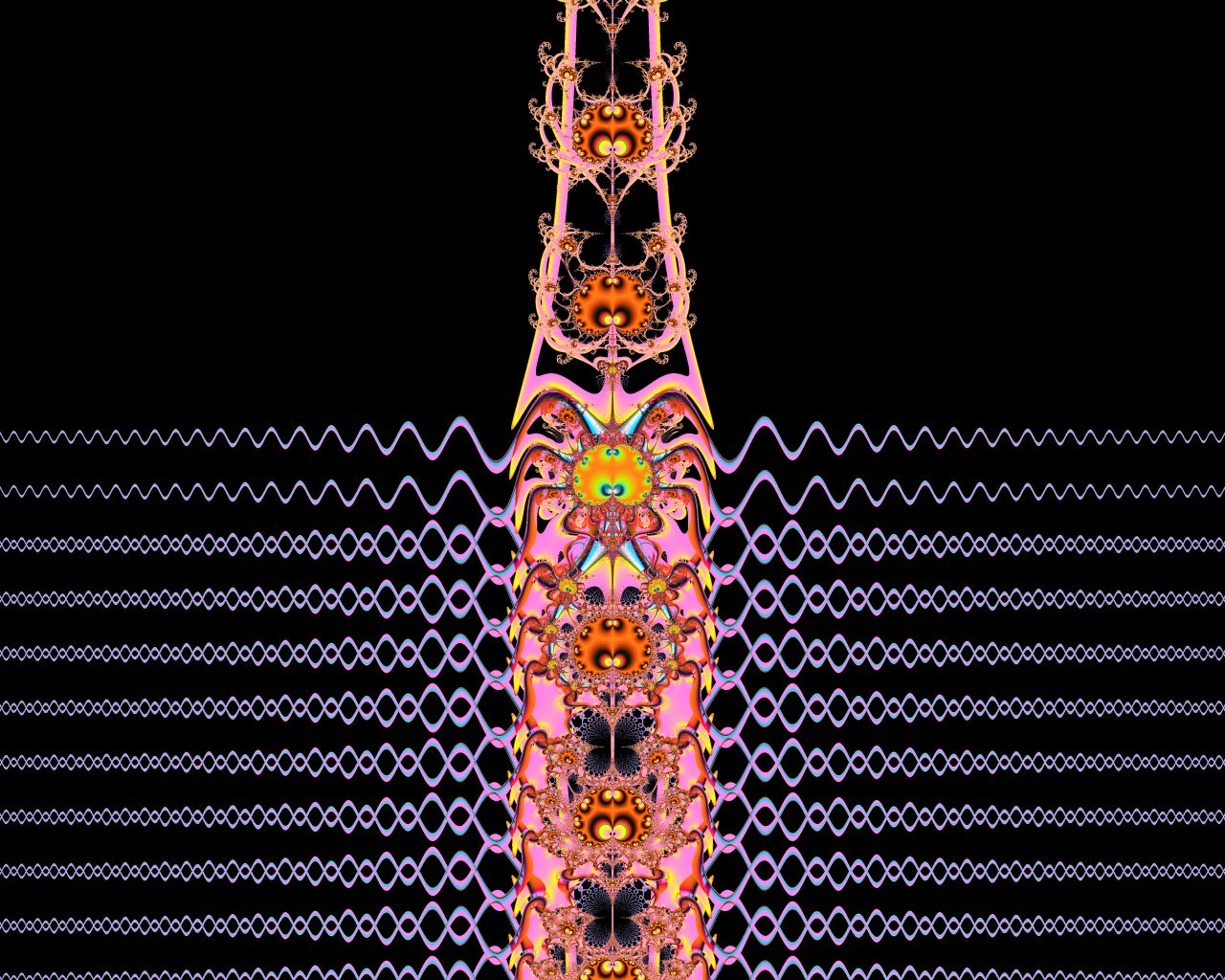
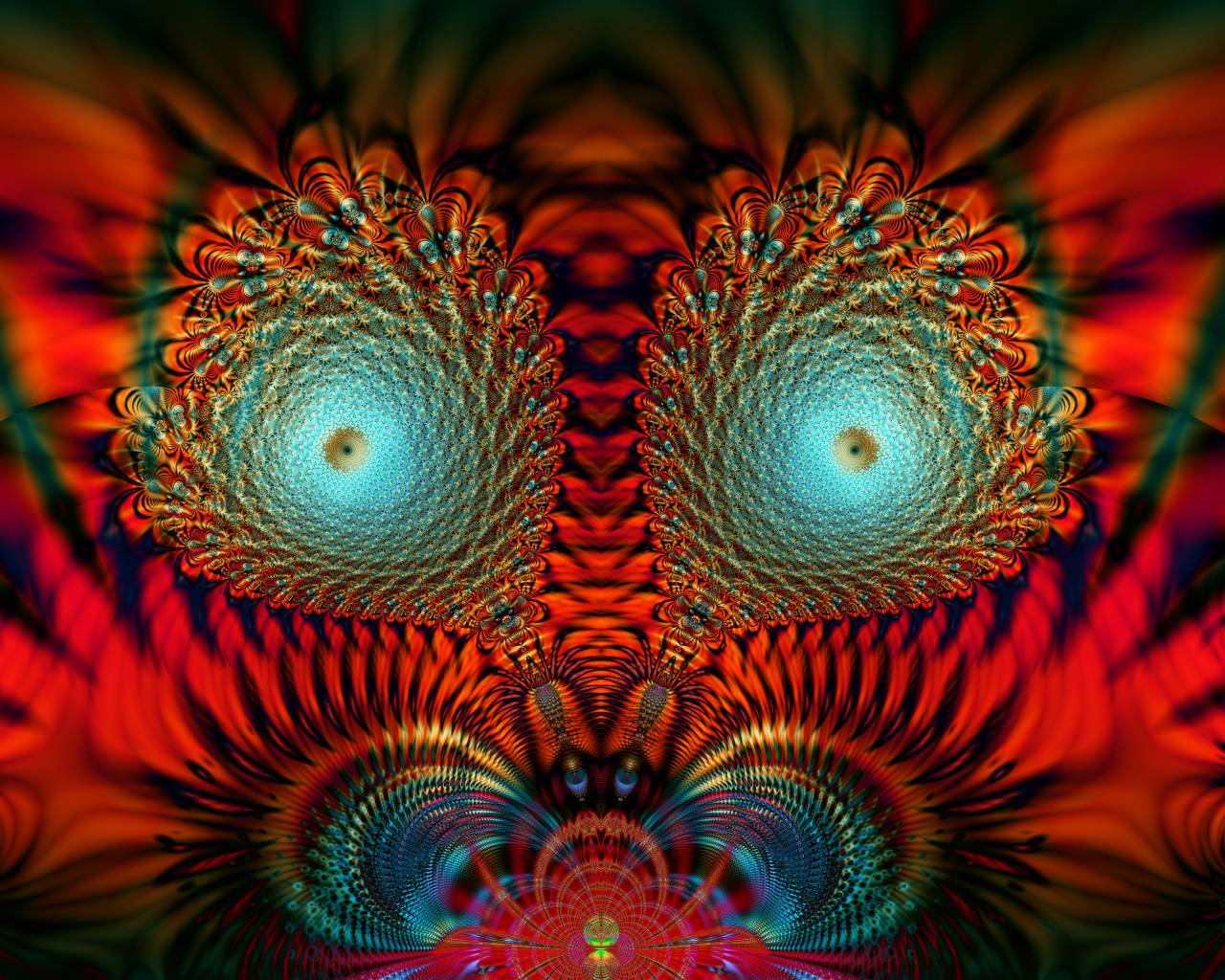
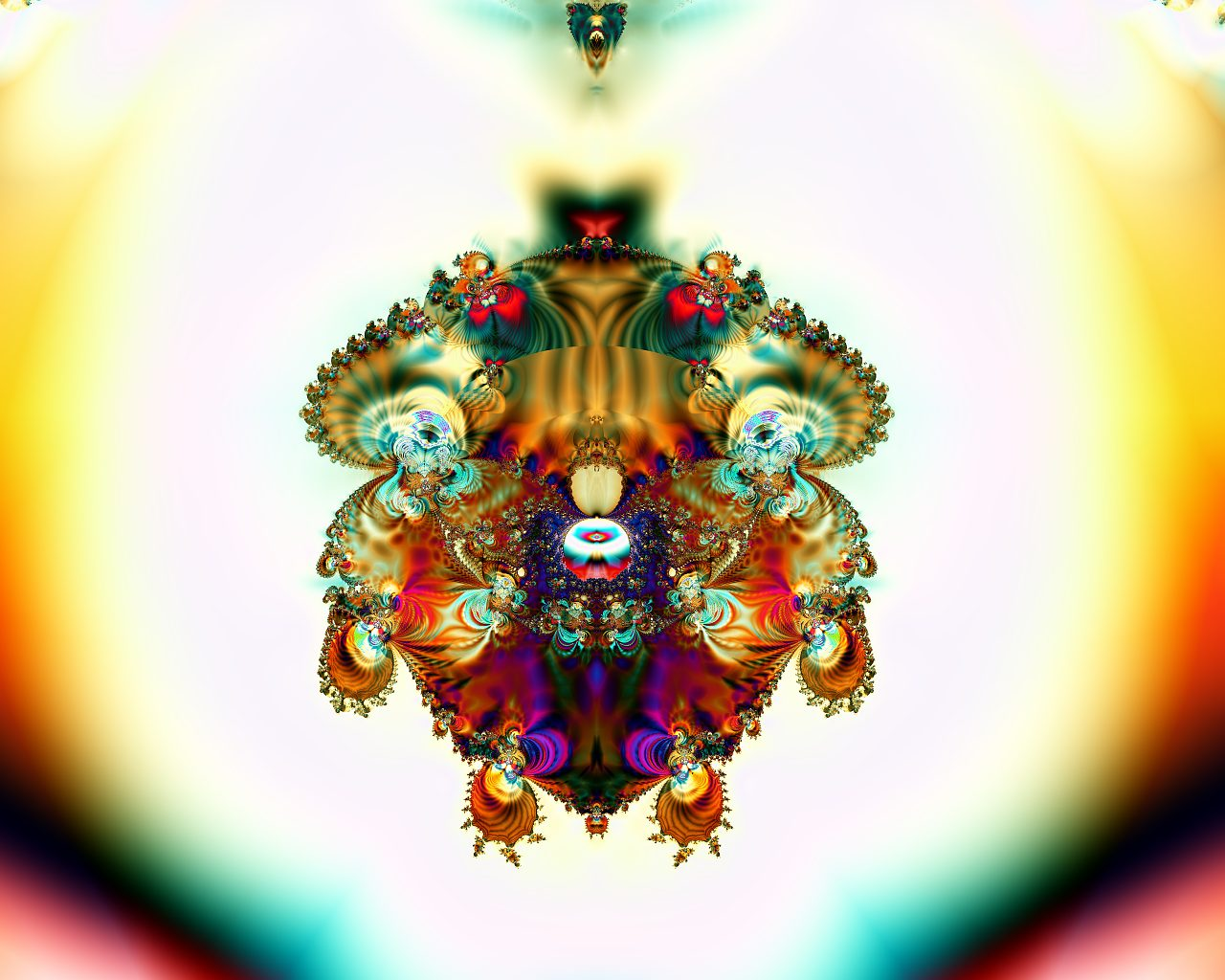
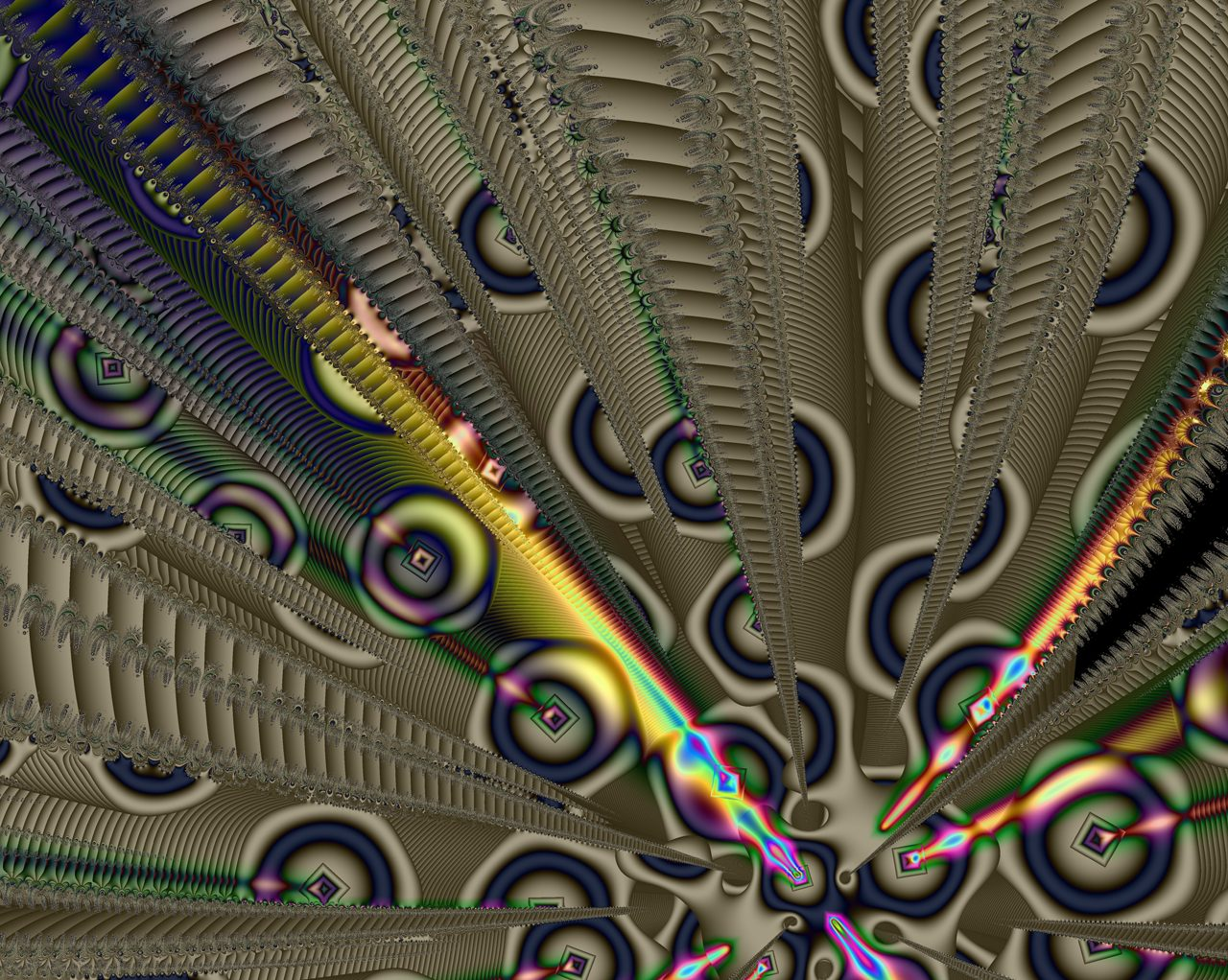

### Fraktalopodobne obiekty w świecie rzeczywistym

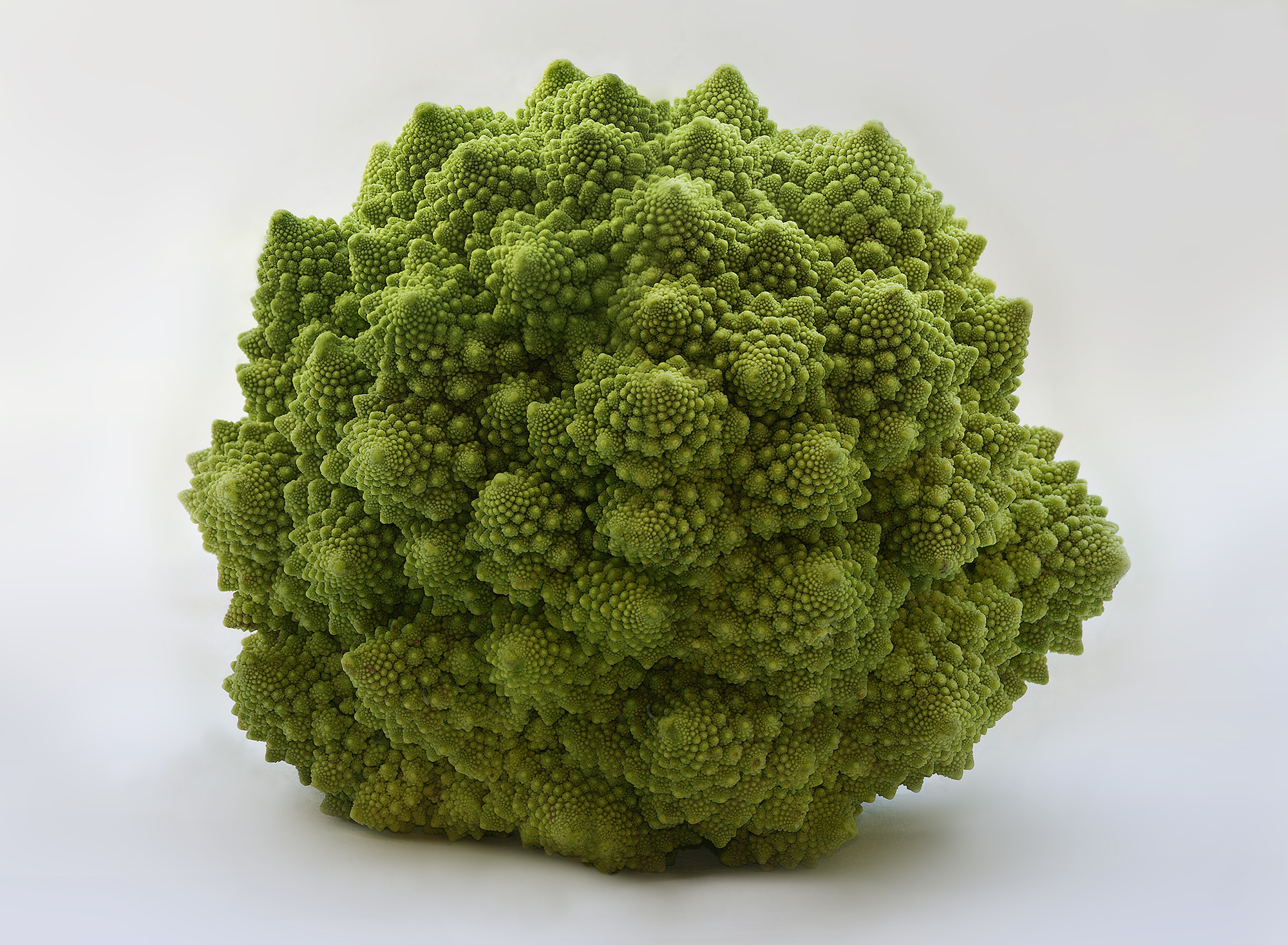
Zdjęcie kalafiora Brassica oleracea
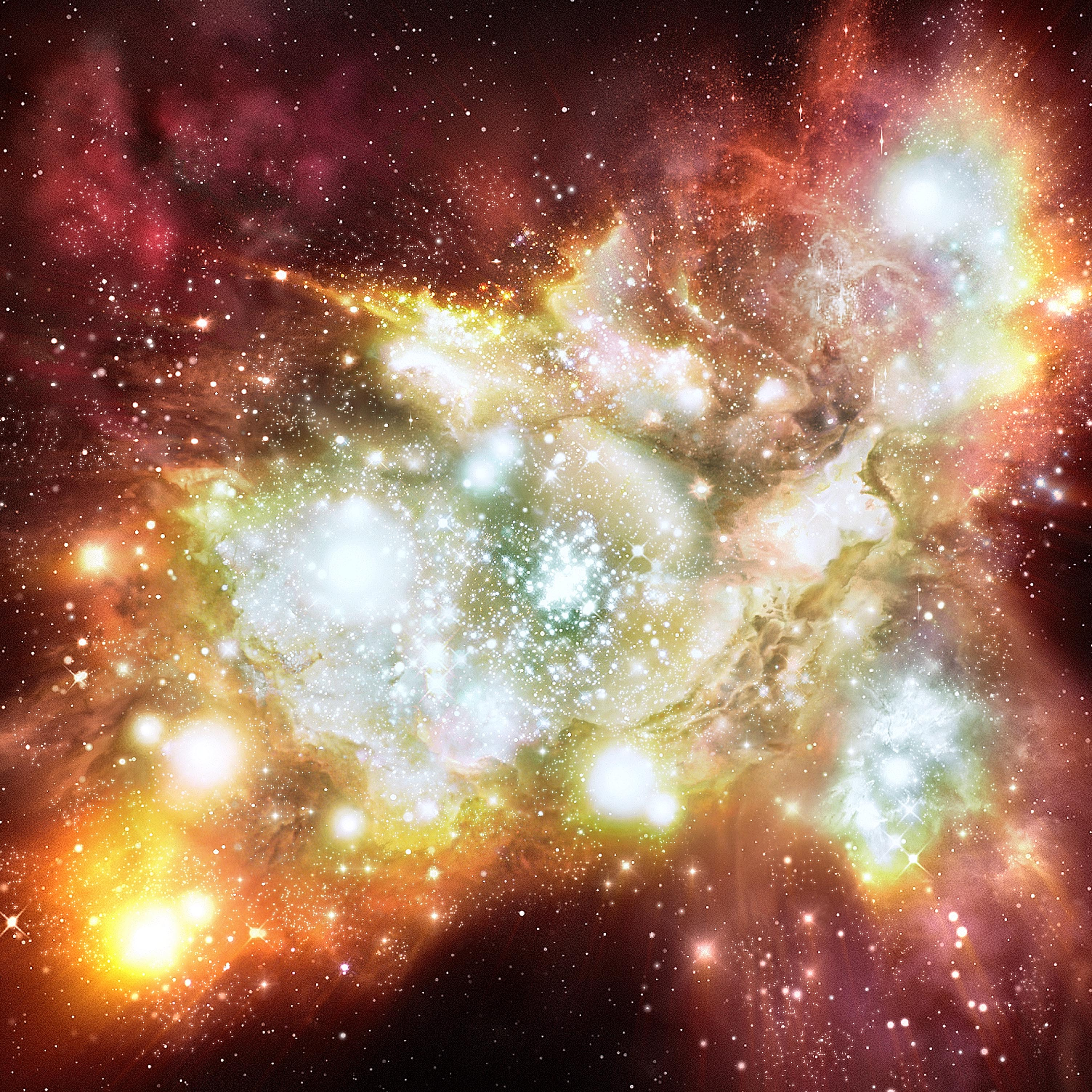
Zdjęcie wykonane teleskopem Hubble’a
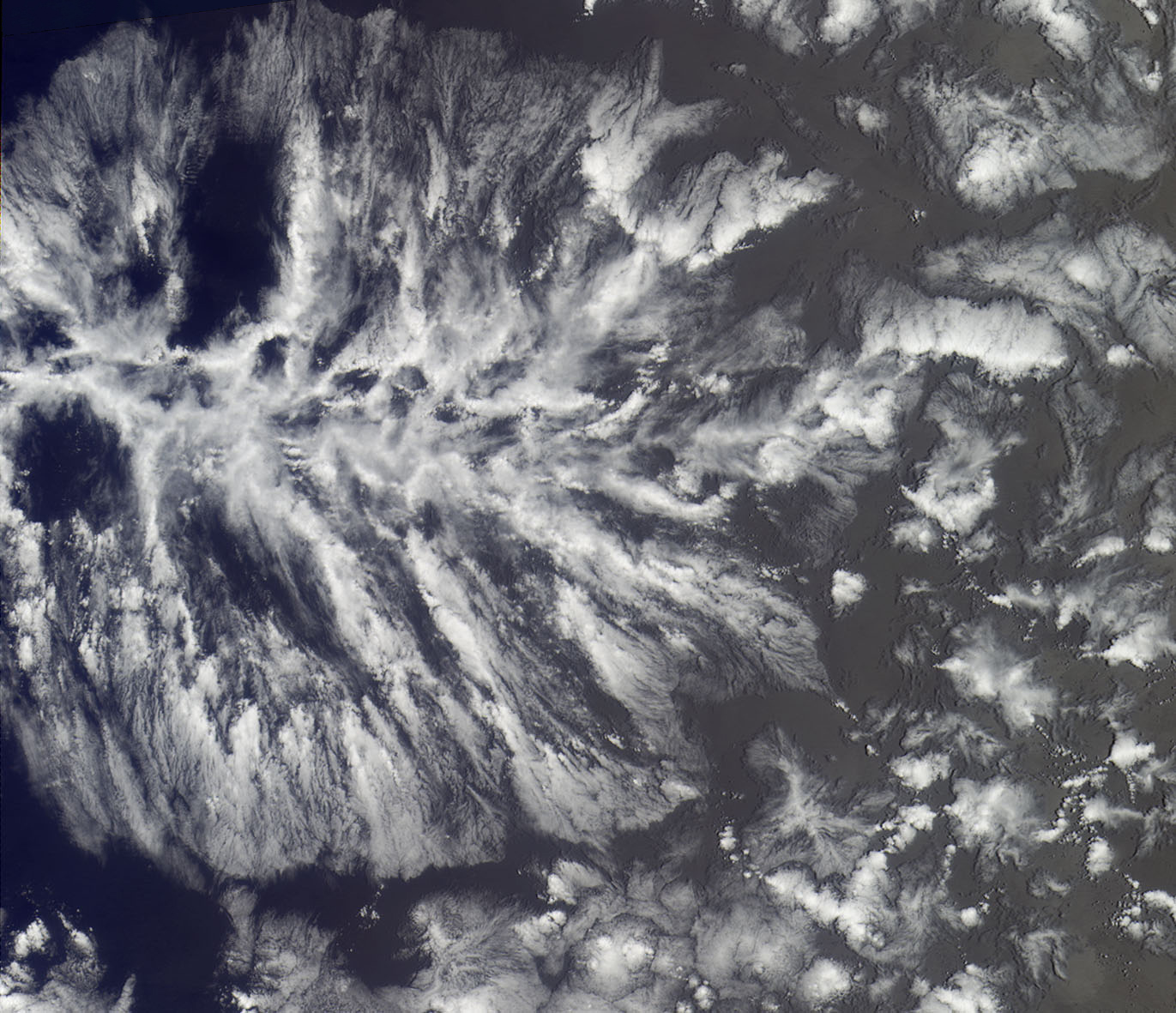
Chmura
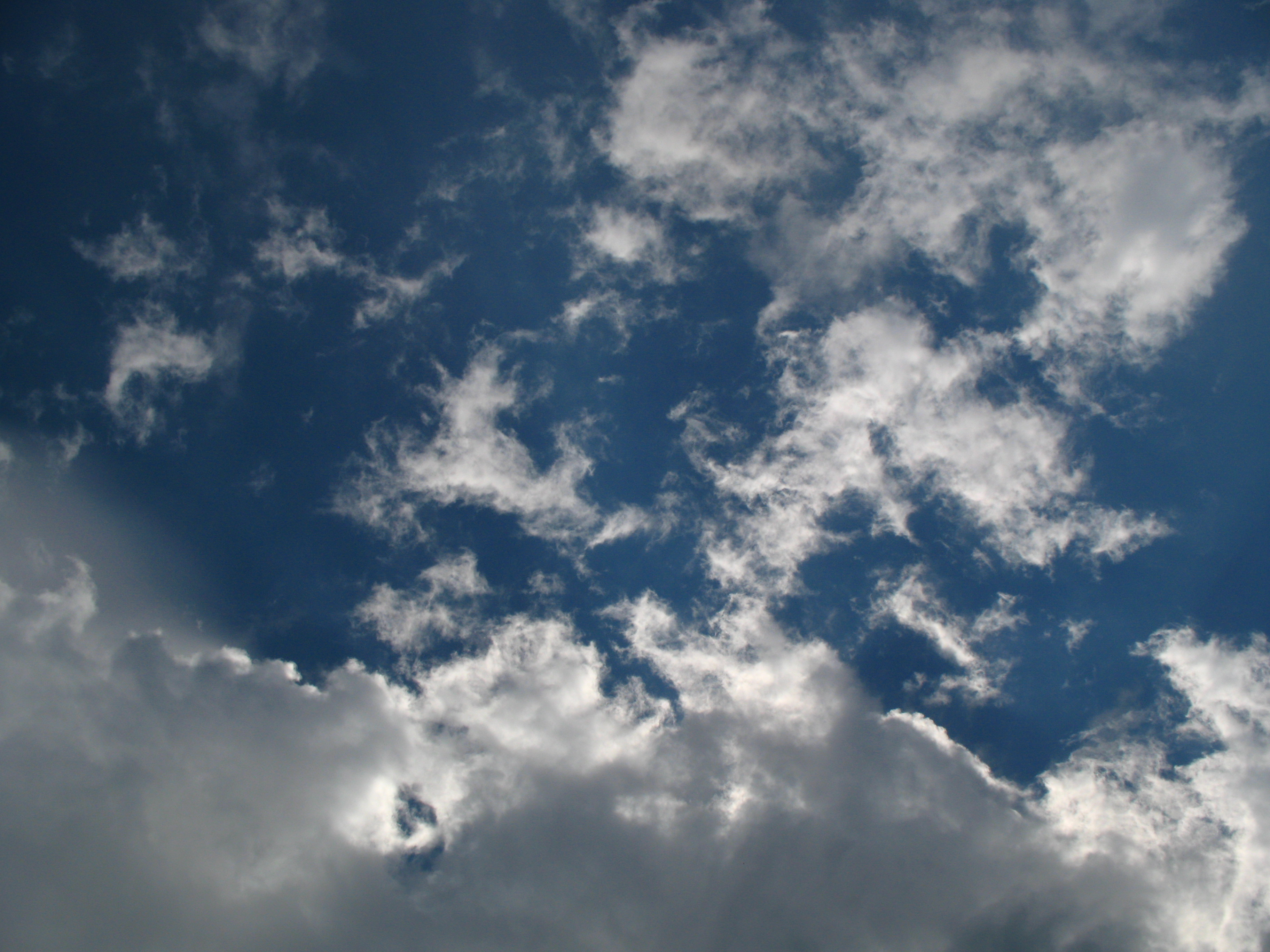
Chmury
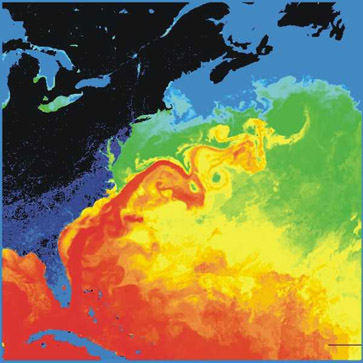
Golfstrom
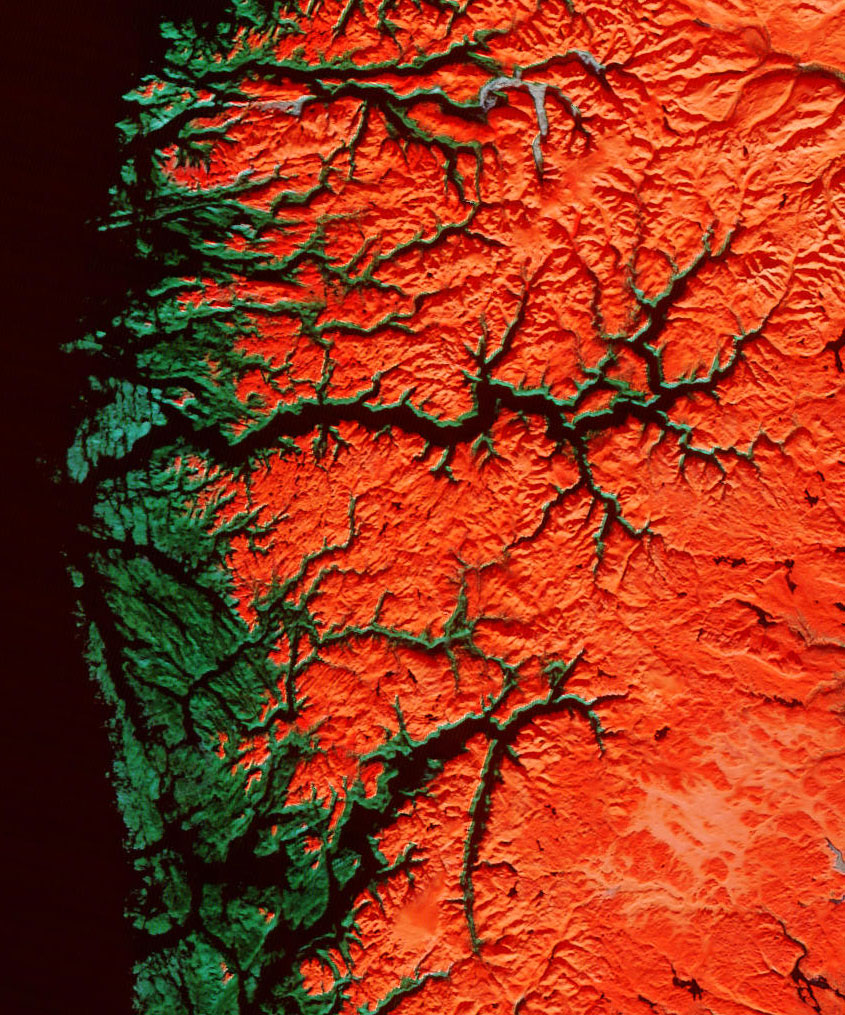
Fiordy Sognefjorden i Hardangerfjorden(inne języki)
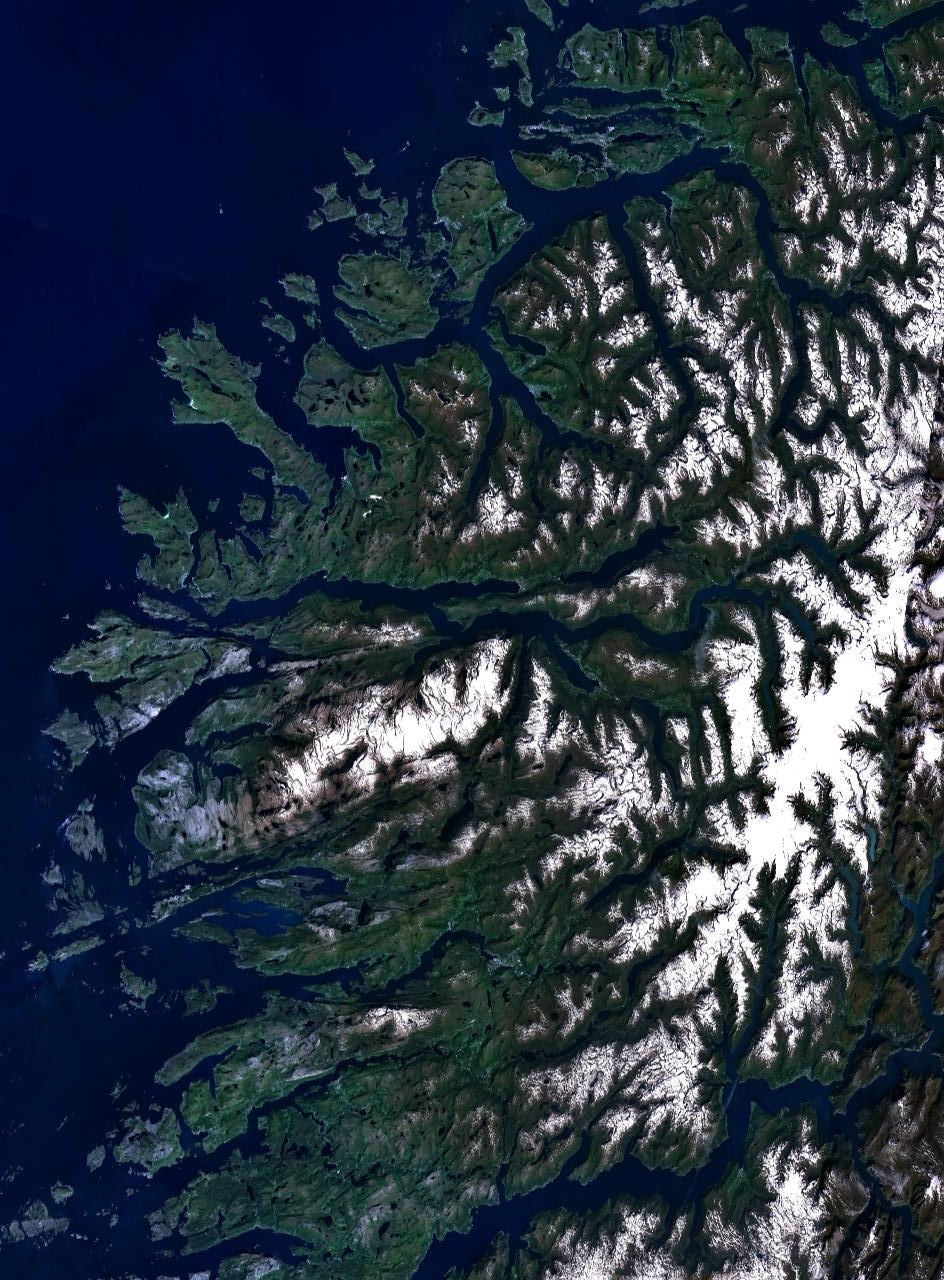
Fiordy
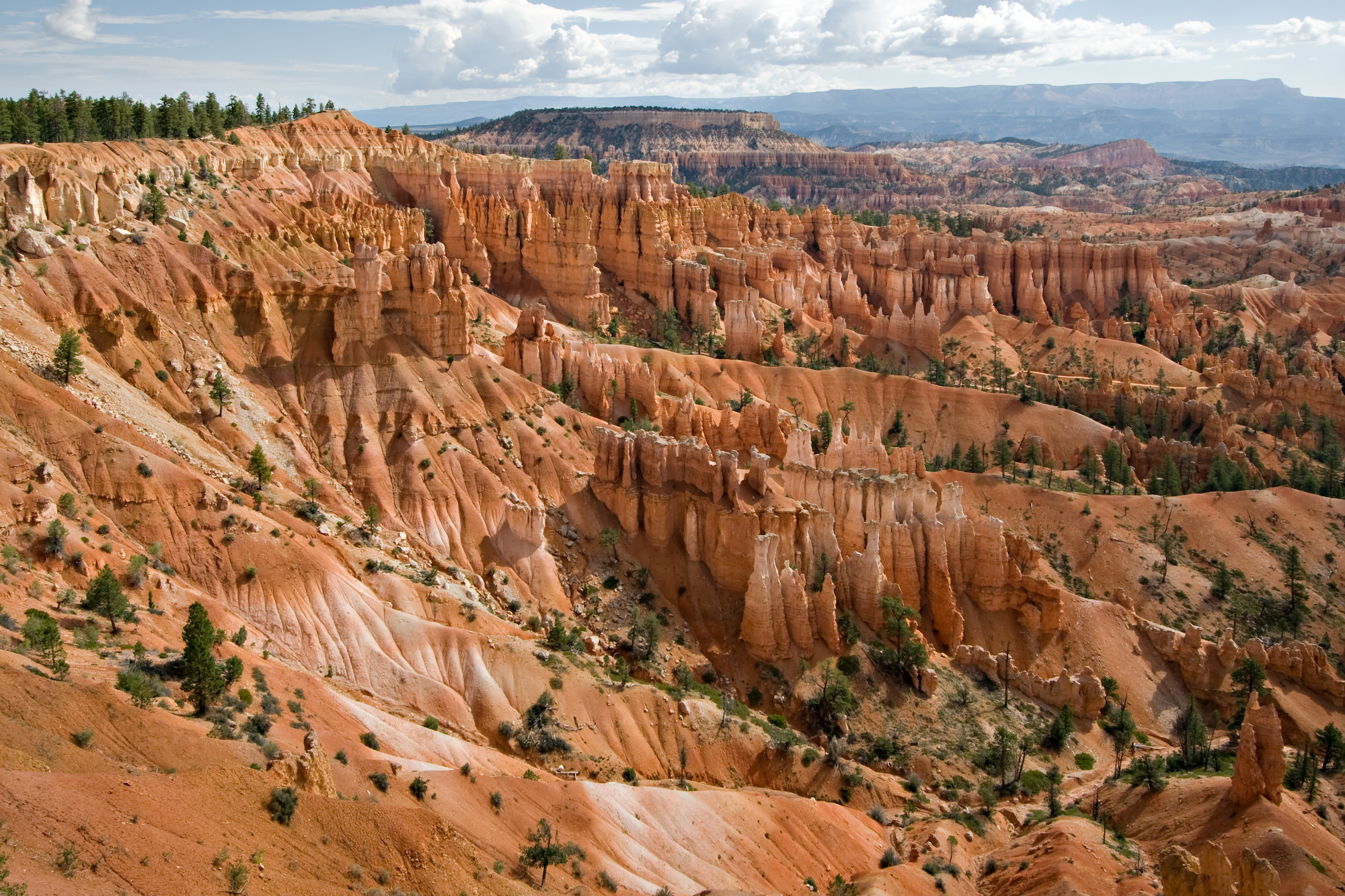
Formacje skalne
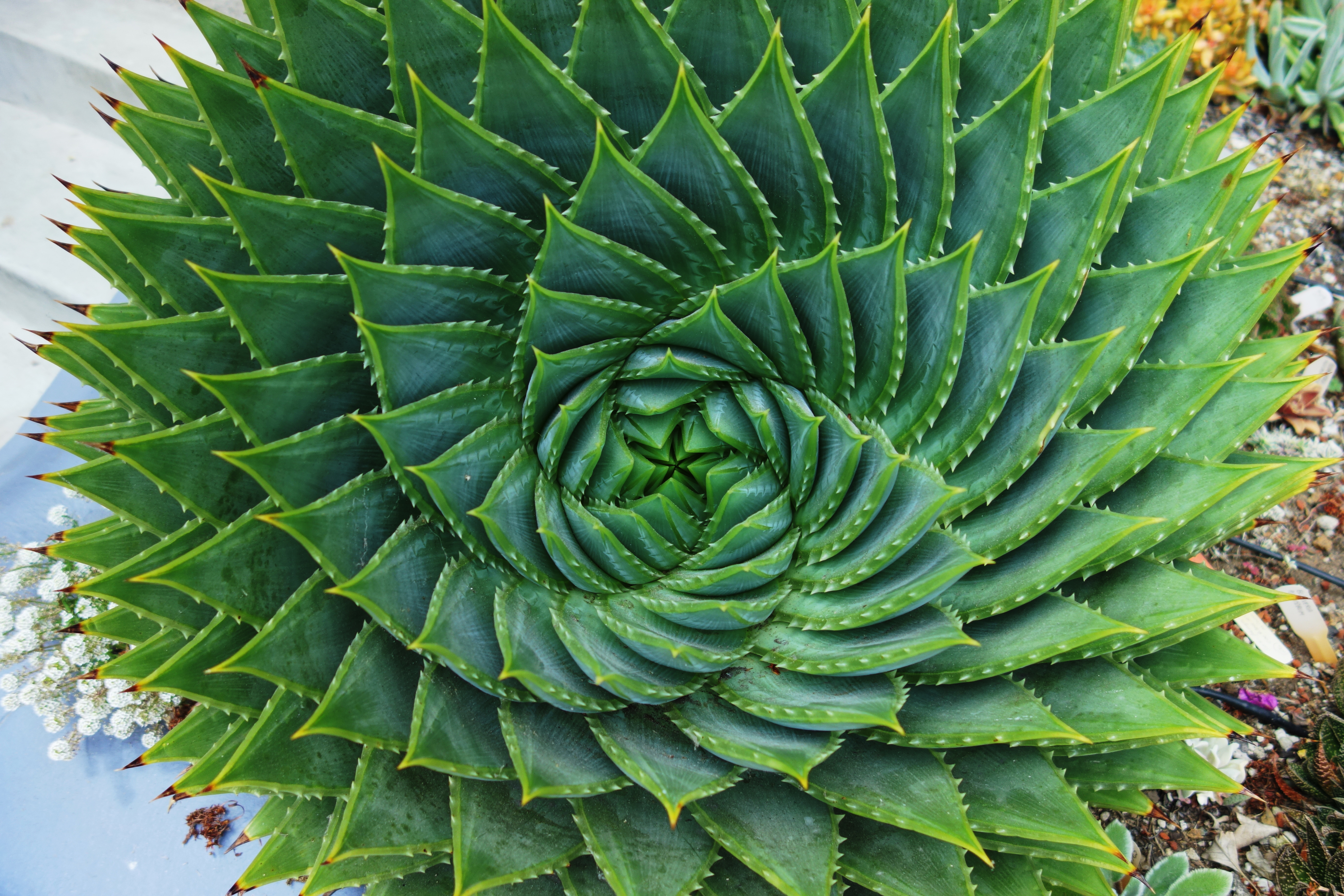
Aloes wielkolistny